# Nissan Sunny
Der Datsun Sunny ist ein Personenkraftwagen, der von Nissan zwischen Herbst 1966 (ursprüngliche Bezeichnung Datsun 1000/1200, später Datsun Sunny, auch Datsun 120Y/140Y/160Y) und Sommer 2004 in neun Modellreihen gebaut wurde.
In Nordamerika wurde der Sunny Anfang der 1980er Jahre in Nissan Sentra umbenannt und in Europa zum Nissan Sunny. Die Kombis wurden in Deutschland unter dem Namen Sunny Traveller vermarktet.
In Mexiko wird er seit den frühen 1990er Jahren als Nissan Tsuru angeboten und verkauft. Die im Nahen Osten und in der Karibik vertriebenen Einheiten des Nissan Sunny wurden von der Yulon Motor Company in der Republik China (Taiwan) produziert.
1983 begann dort die Produktion des Modells und wurde 2000 durch den Sentra 180 abgelöst. Auf einigen Märkten setzte Nissan dann als Ersatz den in Mexiko produzierten Nissan Tsuru ein. Das auf dem taiwanischen Heimatmarkt vertriebene baugleiche Schwestermodell der B13-Generation trug allerdings den Modellnamen Nissan 331.

## Übersicht über die Baureihen
- Sunny B10 (1966–1970): Limousine, Coupé und Kombi, 1,0 Liter, Hinterradantrieb. Kein Export nach Deutschland.
- Sunny B110 (1970–1974): Limousine, Fließheck-Coupé und Kombi, 1,2 Liter, Hinterradantrieb. Ab 1972 auch in Deutschland angeboten.
- Sunny B210 (1974–1977): Limousine, Schrägheck-Coupé und Kombi, 1,2 bis 1,5 Liter, Hinterradantrieb.
- Sunny B310 (1977–1981): Limousine, Coupé und Kombi, 1,2 bis 1,5 Liter, Hinterradantrieb.
- Sunny B11 (1981–1985): Limousine und Kombi, Frontantrieb. Bezeichnung in den USA ab jetzt Nissan Sentra.
- Sunny B12 (1986–1990): Kein Export nach Deutschland, mit Ausnahme von Coupé/Kombi; hier wurde stattdessen der Nissan Pulsar N13 als Nissan Sunny verkauft.
- Sunny B13 (seit 1990): Kein Export nach Deutschland, mit Ausnahme des Coupés; hier wurde der Nissan Pulsar N14 als Nissan Sunny verkauft.
- Sunny B14 (1994–1998): kein Deutschland-Export mehr.
- Sunny B15 (1998–2004): 1,3 bis 1,8 Liter, Nissan Sentra in den USA 1,8 bis 2,4 Liter.

B110, B210, B310 und B11 wurden auch in Europa angeboten, ab 1985 verkaufte Nissan in Europa die Schrägheckvarianten des Nissan Pulsar N13/N14 unter der Bezeichnung Sunny, dazu das Coupé und den Kombi der B12-Reihe, später der B13-Reihe. 1995 wurde der Sunny in Europa durch den Nissan Almera abgelöst, blieb aber in Asien und Nordamerika weiter im Angebot.

## Sunny B10 (1966–1970)
Im Herbst 1966 führte Datsun als Konkurrenten zum Toyota Corolla den Datsun Sunny (auf den Exportmärkten auch Datsun 1000 genannt) ein.
Dabei handelte es sich um einen Kleinwagen mit Einliter-Vierzylindermotor und Hinterradantrieb, lieferbar anfangs als zwei- und viertürige Limousine und Kombi, ab 1968 auch als zweitüriges Coupé mit leicht erhöhter Leistung. Verglichen mit europäischen Kleinwagen dieser Zeit, fiel die Motorleistung des Sunny mit 55 PS (DIN) hoch aus. Das Fahrwerk war hingegen sehr einfach gehalten, von der Kugelumlauflenkung abgesehen. Die Platzverhältnisse waren auf japanische Körpergrößen abgestimmt – die Vordersitze waren nur 43 cm lang, und die Lenksäule ragte weit in den Fahrgastraum hinein.

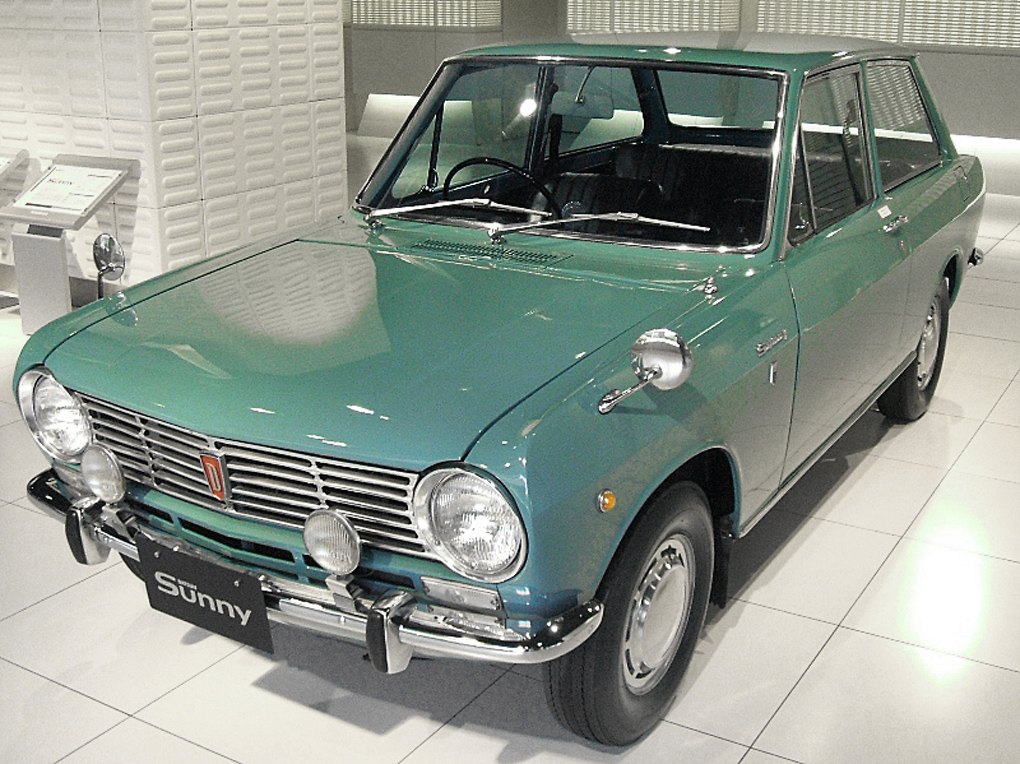
Datsun 1000
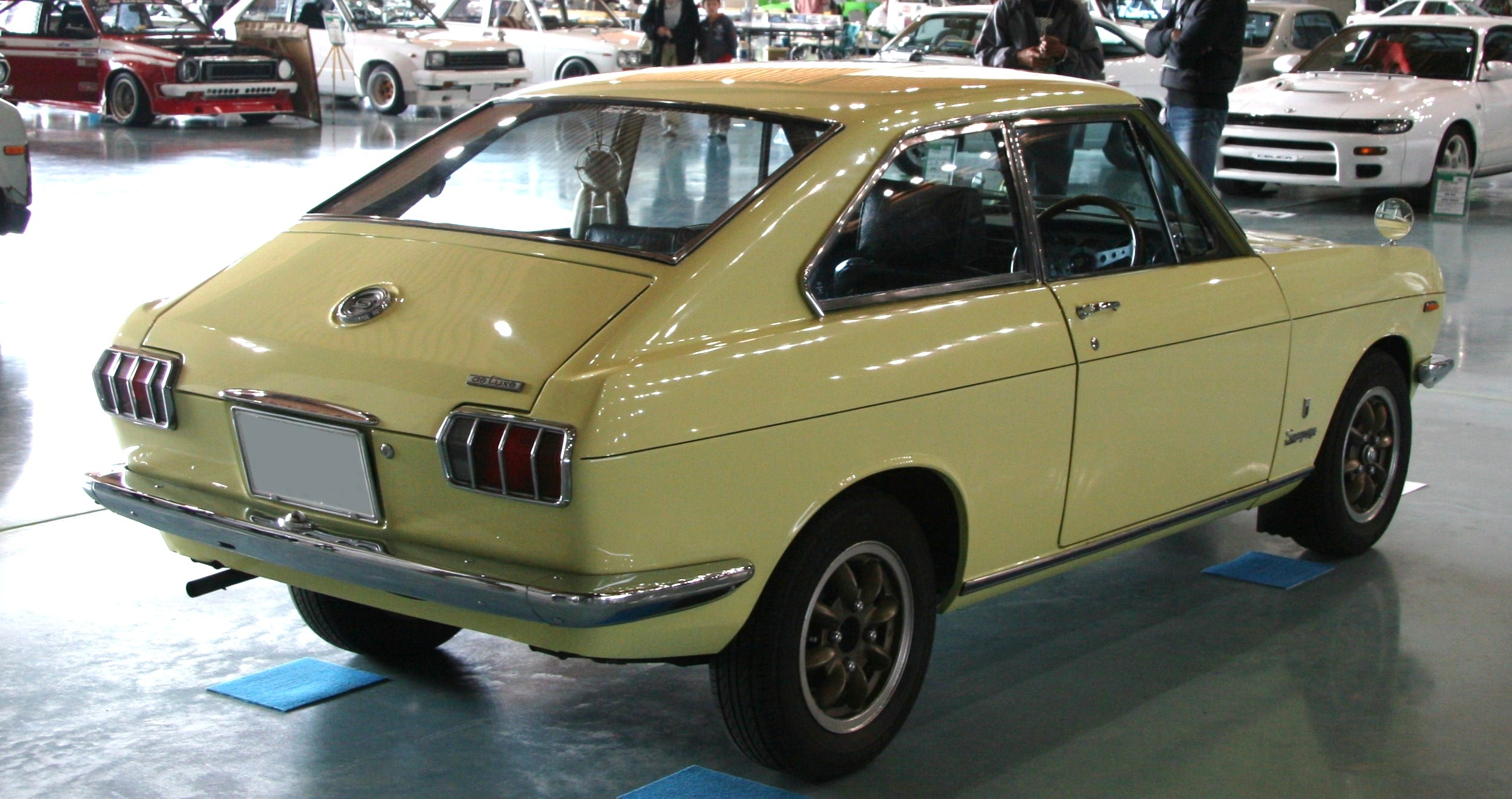
Datsun 1000 Coupé

| Datsun Sunny:                    | 1000                                                                                  | Coupé                                                                                 |
| -------------------------------- | ------------------------------------------------------------------------------------- | ------------------------------------------------------------------------------------- |
| Motor:                           | 4-Zylinder-Reihenmotor (Viertakt)                                                     | 4-Zylinder-Reihenmotor (Viertakt)                                                     |
| Hubraum:                         | 988 cm³                                                                               | 988 cm³                                                                               |
| Bohrung × Hub:                   | 73 × 59 mm                                                                            | 73 × 59 mm                                                                            |
| Leistung bei 1/min:              | 41 kW (56 PS) bei 6000                                                                | 44 kW (60 PS) bei 6000                                                                |
| Max. Drehmoment bei 1/min:       | 79 Nm bei 3600                                                                        | 84 Nm bei 4000                                                                        |
| Verdichtung:                     | nicht angegeben                                                                       | nicht angegeben                                                                       |
| Gemischaufbereitung:             | 1 Fallstrom-Doppelvergaser                                                            | 1 Fallstrom-Doppelvergaser                                                            |
| Ventilsteuerung:                 | OHV, Kette                                                                            | OHV, Kette                                                                            |
| Kühlung:                         | Wasserkühlung                                                                         | Wasserkühlung                                                                         |
| Getriebe:                        | 3- oder 4-Gang-Getriebe, Knüppelschaltung, Hinterradantrieb (a.W. Dreigang-Automatik) | 3- oder 4-Gang-Getriebe, Knüppelschaltung, Hinterradantrieb (a.W. Dreigang-Automatik) |
| Radaufhängung vorn:              | je zwei ungleich lange Querlenker, Querblattfeder                                     | je zwei ungleich lange Querlenker, Querblattfeder                                     |
| Radaufhängung hinten:            | Starrachse mit halbelliptischen Blattfedern                                           | Starrachse mit halbelliptischen Blattfedern                                           |
| Bremsen:                         | Trommelbremsen rundum                                                                 | Trommelbremsen rundum                                                                 |
| Lenkung:                         | Kugelumlauflenkung                                                                    | Kugelumlauflenkung                                                                    |
| Karosserie:                      | Stahlblech, selbsttragend                                                             | Stahlblech, selbsttragend                                                             |
| Spurweite vorn/hinten:           | 1190/1180 mm                                                                          | 1190/1180 mm                                                                          |
| Radstand:                        | 2280 mm                                                                               | 2280 mm                                                                               |
| Abmessungen:                     | 3820 × 1445 × 1345–1385 mm                                                            | 3770 × 1445 × 1310 mm                                                                 |
| Leergewicht:                     | 645–665 kg                                                                            | 675–705 kg                                                                            |
| Höchstgeschwindigkeit:           | 130–135 km/h                                                                          | 140 km/h                                                                              |
| 0–100 km/h:                      | nicht angegeben                                                                       | nicht angegeben                                                                       |
| Verbrauch (Liter/100 Kilometer): | 8,2 N (Testverbrauch)                                                                 | nicht angegeben                                                                       |

## Sunny B110 (1970–1974)
Anfang 1970 präsentierte Datsun den Sunny der zweiten Generation mit 1,2 Liter-Motor und etwas größeren Abmessungen. Im Angebot standen weiterhin Limousine, Kombi und eine Coupé-Variante. 1971 ließ das Werk den Sunny Excellent auf 4 cm längerem Radstand folgen, der einen 1,4-Liter-Vierzylinder erhielt. Beide Motoren waren auch in einer leistungsstärkeren GX-Ausführung lieferbar.
Ab Juni 1972 (Gründung von Nissan Deutschland) wurde der Sunny B110 als Datsun 1200 in allen drei Karosserieversionen in Deutschland zu Preisen zwischen 6990 und 7790 DM angeboten.
Auf dem B110 basiert die Pick-up-Version B120, die weltweit unter der Bezeichnung Datsun 1200 vertrieben wurde. Dieses Modell wurde in Australien bis 1985 und in Japan bis 1994 produziert, in Südafrika ab 1976 unter wechselnden Bezeichnungen und später mit 1,4-l-Motor (als Nissan 1400) sogar bis 2007.

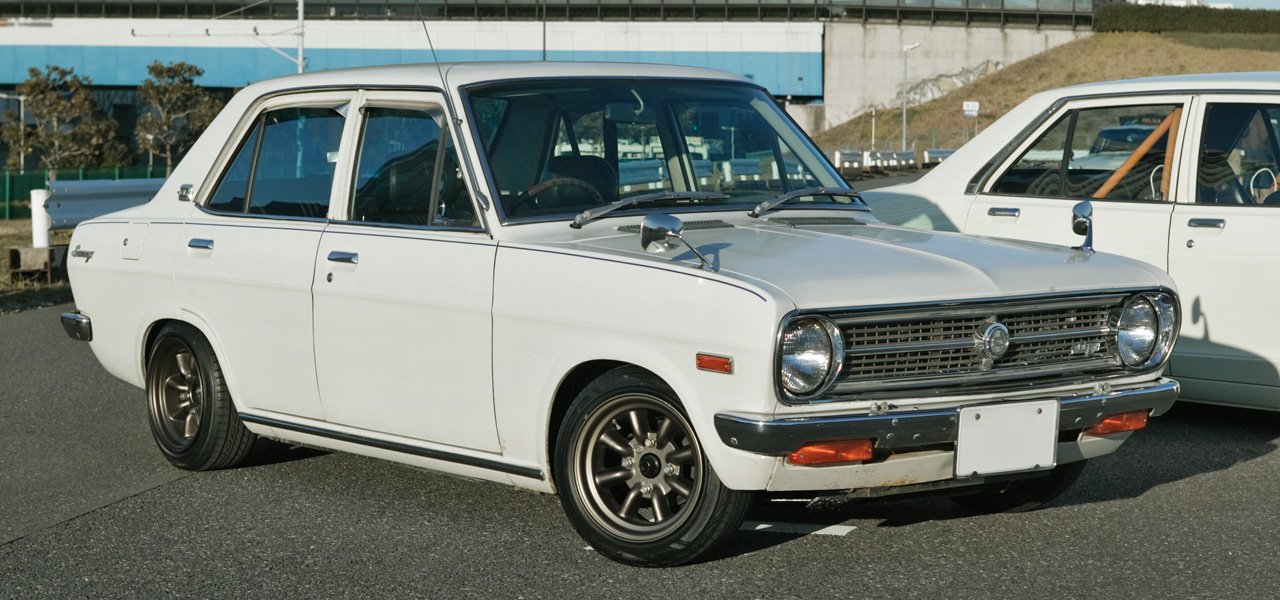
Datsun 1200
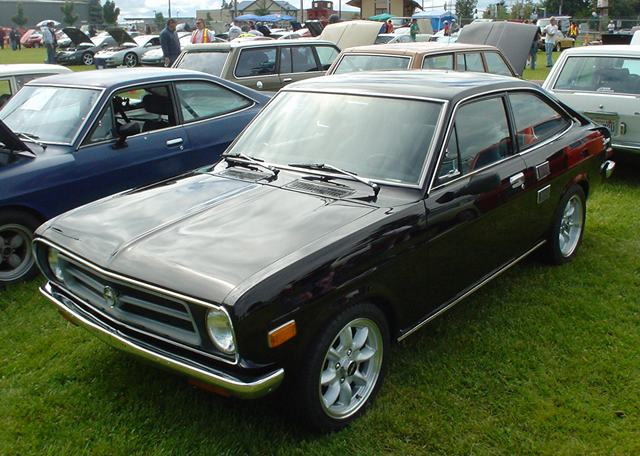
Datsun 1200 Coupé

| Datsun Sunny:                    | 1200 | 1200 GX | Excellent 1400 | Excellent 1400 GX |
| -------------------------------- | --- | --- | --- | --- |
| Motor:                           | 4-Zylinder-Reihenmotor (Viertakt)                                                                                       | 4-Zylinder-Reihenmotor (Viertakt)                                                                                       | 4-Zylinder-Reihenmotor (Viertakt)                                                                                       | 4-Zylinder-Reihenmotor (Viertakt)                                                                                       |
| Hubraum:                         | 1171 cm³ | 1171 cm³ | 1428 cm³ | 1428 cm³ |
| Bohrung × Hub:                   | 73 × 70 mm | 73 × 70 mm | 83 × 66 mm | 83 × 66 mm |
| Leistung bei 1/min:              | 50 kW (68 SAE-PS/54 DIN-PS) bei 6000                                                                                    | 62 kW (84 SAE-PS) bei 6400                                                                                              | 63 kW (85 SAE-PS) bei 6000                                                                                              | 70 kW (95 SAE-PS) bei 6400                                                                                              |
| Max. Drehmoment bei 1/min:       | 99 Nm bei 3600 | 99 Nm bei 3600 | 120 Nm bei 3600 | 124 Nm bei 4000 |
| Verdichtung:                     | nicht angegeben | nicht angegeben | nicht angegeben | nicht angegeben |
| Gemischaufbereitung:             | 1 Fallstrom-Doppelvergaser                                                                                              | 2 SU-Horizontalvergaser                                                                                                 | 1 Fallstrom-Doppelvergaser                                                                                              | 2 SU-Horizontalvergaser                                                                                                 |
| Ventilsteuerung:                 | OHV, Kette | OHV, Kette | OHC, Kette | OHC, Kette |
| Kühlung:                         | Wasserkühlung | Wasserkühlung | Wasserkühlung | Wasserkühlung |
| Getriebe:                        | 3- oder 4-Gang-Getriebe, Knüppelschaltung, Hinterradantrieb (a.W. Dreigang-Automatik; a.W. 5-Gang-Getriebe für 1200 GX) | 3- oder 4-Gang-Getriebe, Knüppelschaltung, Hinterradantrieb (a.W. Dreigang-Automatik; a.W. 5-Gang-Getriebe für 1200 GX) | 3- oder 4-Gang-Getriebe, Knüppelschaltung, Hinterradantrieb (a.W. Dreigang-Automatik; a.W. 5-Gang-Getriebe für 1200 GX) | 3- oder 4-Gang-Getriebe, Knüppelschaltung, Hinterradantrieb (a.W. Dreigang-Automatik; a.W. 5-Gang-Getriebe für 1200 GX) |
| Radaufhängung vorn:              | Querlenkerachse, Schraubenfedern                                                                                        | Querlenkerachse, Schraubenfedern                                                                                        | Querlenkerachse, Schraubenfedern                                                                                        | Querlenkerachse, Schraubenfedern                                                                                        |
| Radaufhängung hinten:            | Starrachse mit halbelliptischen Blattfedern                                                                             | Starrachse mit halbelliptischen Blattfedern                                                                             | Starrachse mit halbelliptischen Blattfedern                                                                             | Starrachse mit halbelliptischen Blattfedern                                                                             |
| Bremsen:                         | Trommelbremsen rundum, a.W. Scheibenbremsen vorne                                                                       | Trommelbremsen rundum, a.W. Scheibenbremsen vorne                                                                       | Trommelbremsen rundum, a.W. Scheibenbremsen vorne                                                                       | Trommelbremsen rundum, a.W. Scheibenbremsen vorne                                                                       |
| Lenkung:                         | Kugelumlauflenkung | Kugelumlauflenkung | Kugelumlauflenkung | Kugelumlauflenkung |
| Karosserie:                      | Stahlblech, selbsttragend                                                                                               | Stahlblech, selbsttragend                                                                                               | Stahlblech, selbsttragend                                                                                               | Stahlblech, selbsttragend                                                                                               |
| Spurweite vorn/hinten:           | 1240/1245 mm | 1240/1245 mm | 1255/1245 mm | 1255/1245 mm |
| Radstand:                        | 2300 mm | 2300 mm | 2340 mm | 2340 mm |
| Abmessungen:                     | Lim.: 3830 × 1495 × 1390 mm Coupé: 3820 × 1510 × 1350 mm Kombi: 3865 × 1495 × 1390 mm                                   | Lim.: 3830 × 1495 × 1390 mm Coupé: 3820 × 1510 × 1350 mm Kombi: 3865 × 1495 × 1390 mm                                   | Lim.: 4000 × 1500 × 1395 mm Coupé: 3995 × 1515 × 1355 mm                                                                | Lim.: 4000 × 1500 × 1395 mm Coupé: 3995 × 1515 × 1355 mm                                                                |
| Leergewicht:                     | 700–780 kg | 700–780 kg | 820–830 kg | 820–830 kg |
| Höchstgeschwindigkeit:           | 140–145 km/h | 160 km/h | 155 km/h | 165 km/h |
| 0–100 km/h:                      | 17 s | nicht angegeben | nicht angegeben | nicht angegeben |
| Verbrauch (Liter/100 Kilometer): | 8–11 S | 9–12 S | 9–12 S | 10–13 S |

## Sunny B210 (1974–1977)
Der im Mai 1974 erschienene Sunny (B210) war ein B10 mit neuer Karosserie. Das im Export Datsun Sunny oder Datsun 120Y, in den USA Datsun B-210 genannte Modell gab es als zwei- und viertürige Stufenhecklimousine, als Schrägheck-Coupé und als dreitürigen Kombi mit Motoren von (je nach Markt) 1,2 bis 1,5 Liter Hubraum. Der Sunny Excellent wurde in Japan als Baureihe KB210 weitergeführt.
Der Sunny B210 wurde ab März 1974 als Datsun 120Y auch in Deutschland verkauft. Angeboten wurden zwei- und viertürige Limousine und das Fließheck-Coupé; der 1170-cm³-Motor aus dem Vorgänger leistete im B210 38 kW/52 PS. Die Limousine kostete ab DM 7995, das Coupé DM 9390.

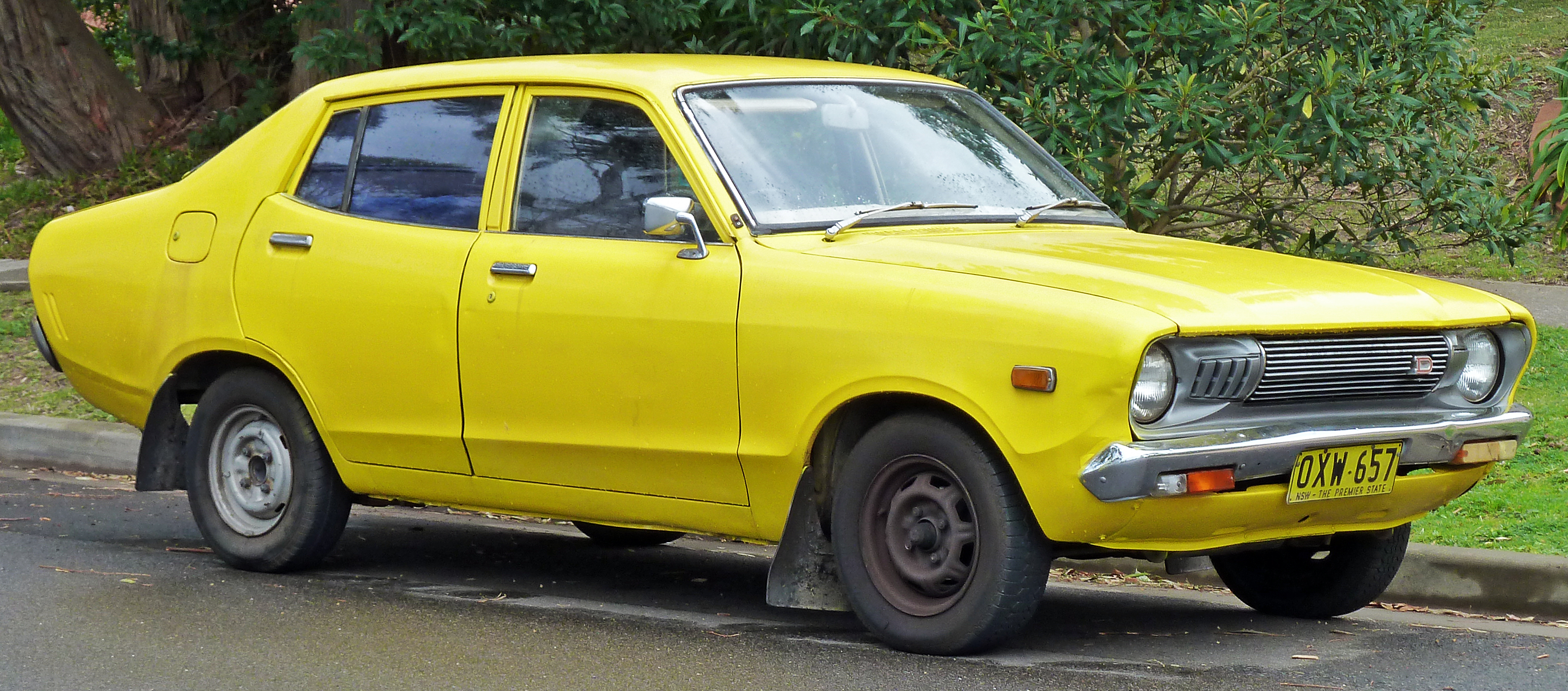
Datsun 120Y Limousine
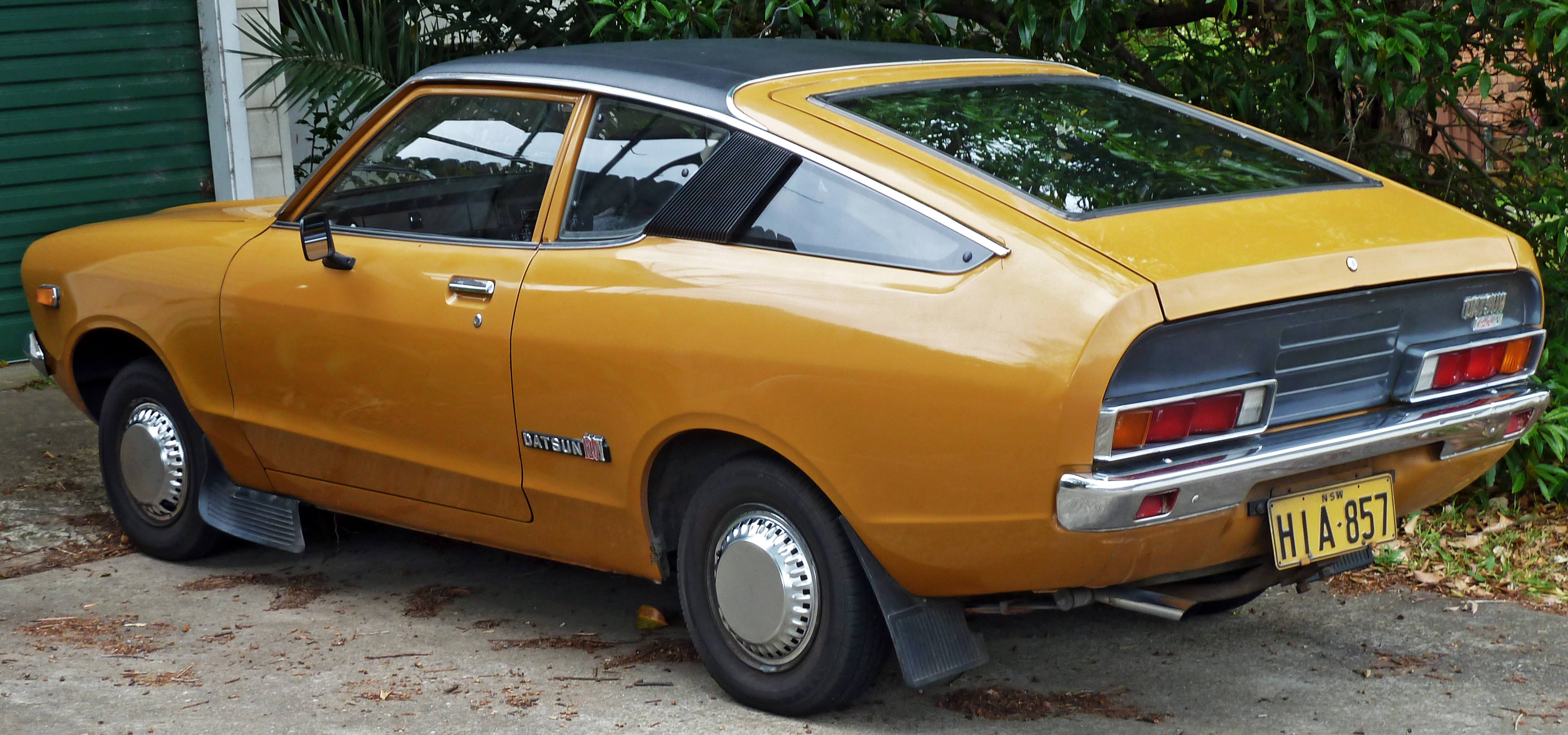
Datsun Sunny 120Y Coupé

## Sunny B310 (1977–1981)
Beim von Herbst 1977 bis Herbst 1981 gebauten Sunny der Baureihe B310 (im Export wiederum Datsun Sunny oder 120Y/140Y/150Y, je nach Motorisierung) handelte es sich um einen überarbeiteten B210 mit schrauben- statt blattgefederter starrer Hinterachse. Neu im Programm war der Sunny California, ein fünftüriger Schrägheckkombi.
Ab September 1978 wurde der B310 als Limousine und Coupé, ab April 1979 auch als fünftüriger Kombi namens Traveller in Deutschland angeboten.
Im Herbst 1980 wurde der 1,4-Liter (49 kW/67 PS) durch einen 1,5-Liter-Vierzylinder (51 kW/70 PS) ersetzt. Zeitgleich erfolgte ein Facelift, das an Rechteckscheinwerfern und schwarzem Kunststoff-Kühlergrill erkennbar war. Die Preise lagen bei Einführung bei DM 9950 bis 11.290.

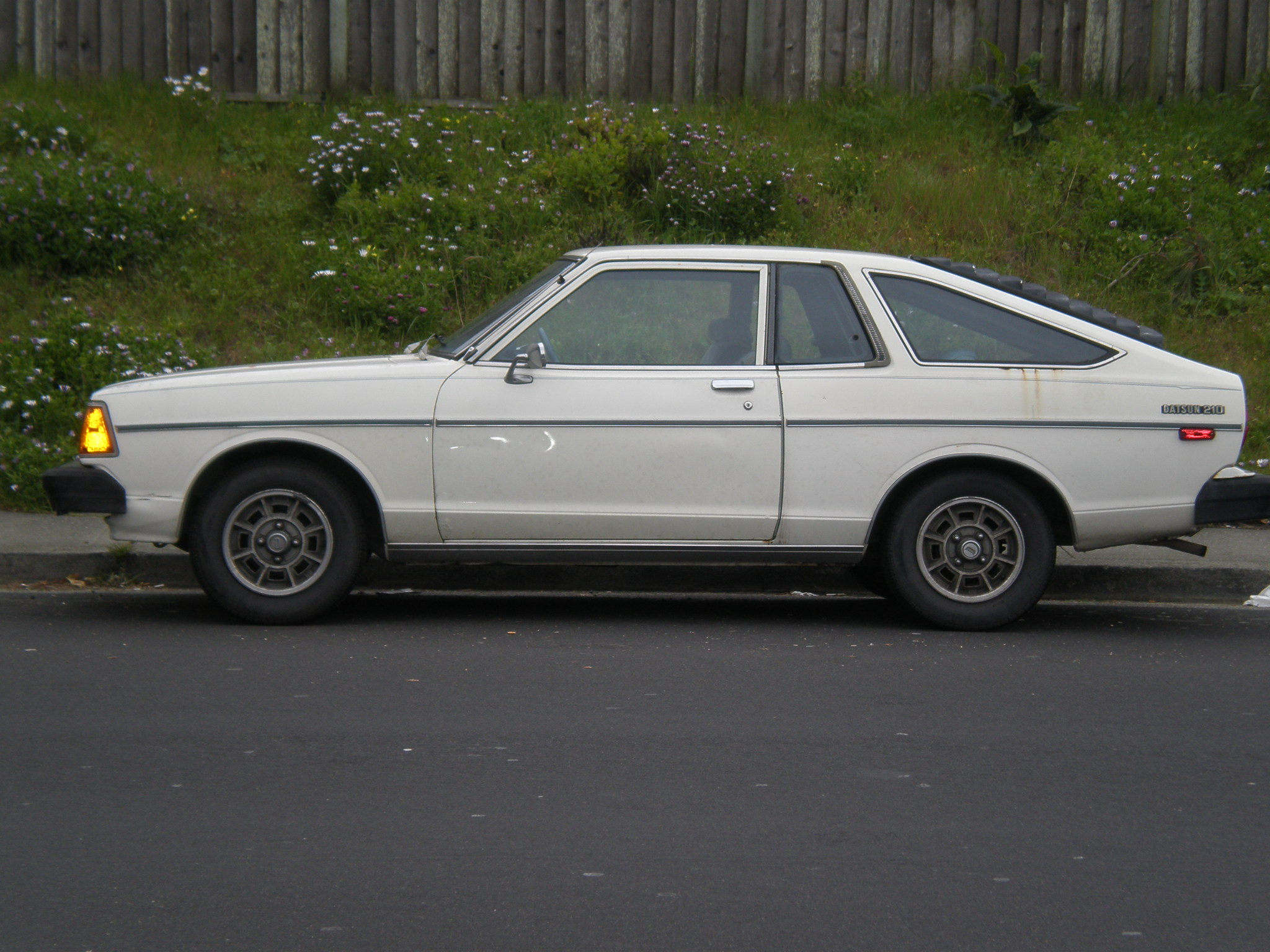
Datsun Sunny Coupé (1977–1981)
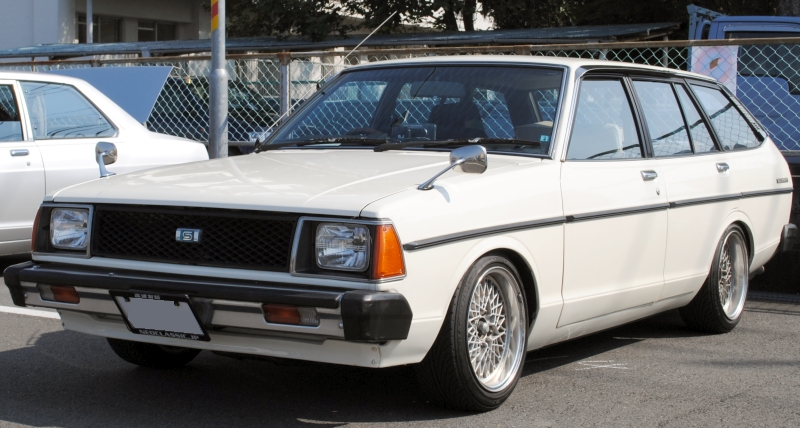
Datsun Sunny Traveller (1977–1981)
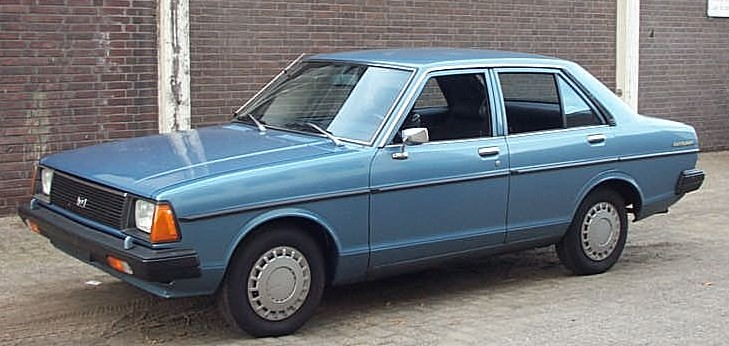
Datsun Sunny Limousine (1977–1981)

## Sunny B11 (1981–1985)
Der von Ende 1981 bis Herbst 1985 gebaute Sunny B11 mit Frontantrieb wurde ab Juni 1982 in Deutschland in GL-Version als viertürige Limousine, dreitüriges Kombicoupé und fünftüriger Kombi (Traveller) angeboten. Er war der erste Sunny, der im Export nicht mehr als Datsun, sondern als Nissan bezeichnet wurde und somit das erste Modell, das in Deutschland von Beginn an als Nissan auf den Markt kam.
Anfänglich angetrieben von einem 1,5-Liter-Vierzylinder-Benzinmotor mit 55 kW/75 PS war ab Februar 1985 erstmals im Sunny ein 1,7 Liter großer Vierzylinder-Diesel (40 kW/54 PS) erhältlich. Ab März 1985 gab es eine 1600-Kat-Variante (54 kw/74 PS). Die Preise bewegten sich zwischen DM 12.995 (GL Limousine bei Einführung) und DM 16.995 (Kombi Kat 1986). Für viele Exportmärkte gab es auch eine zweitürige Limousine sowie eine dreitürige Kombilimousine im Angebot. In Nordamerika wurde die Baureihe als Nissan Sentra verkauft.
Auf dem B11 basiert auch der in Japan angebotene Nissan Laurel Spirit, eine Luxusausführung mit anderem Kühlergrill und gehobener Ausstattung.

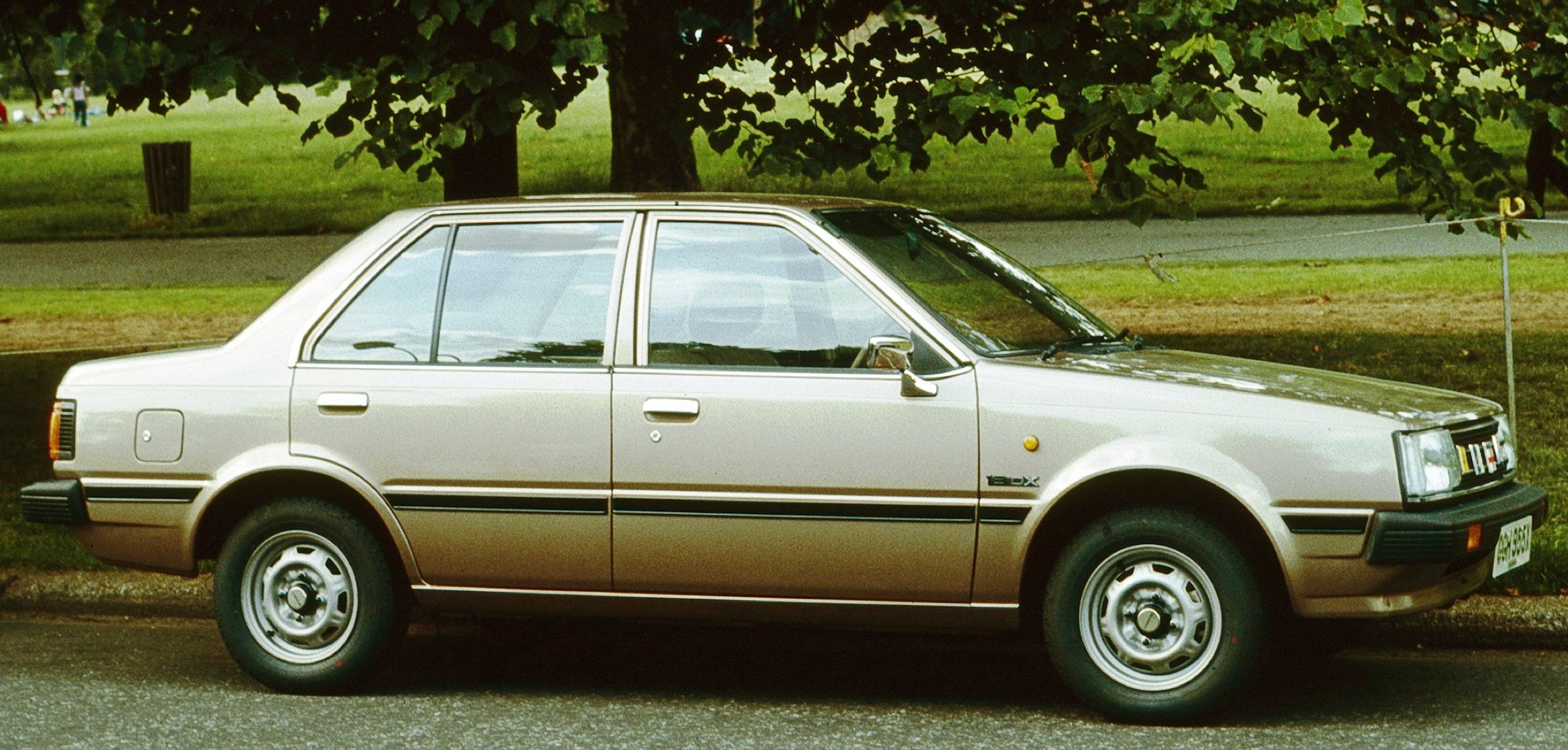
Nissan Sunny Limousine
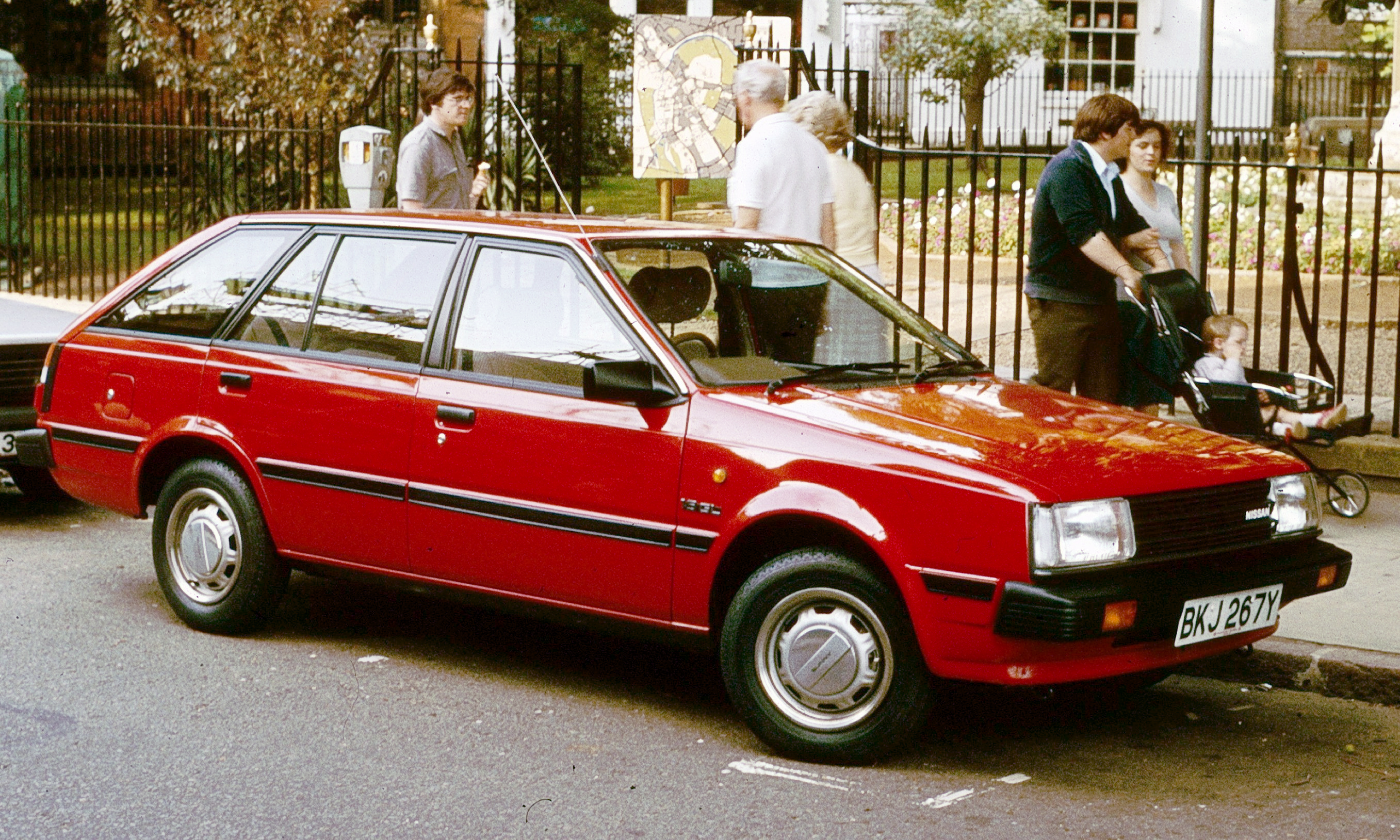
Nissan Sunny Traveller
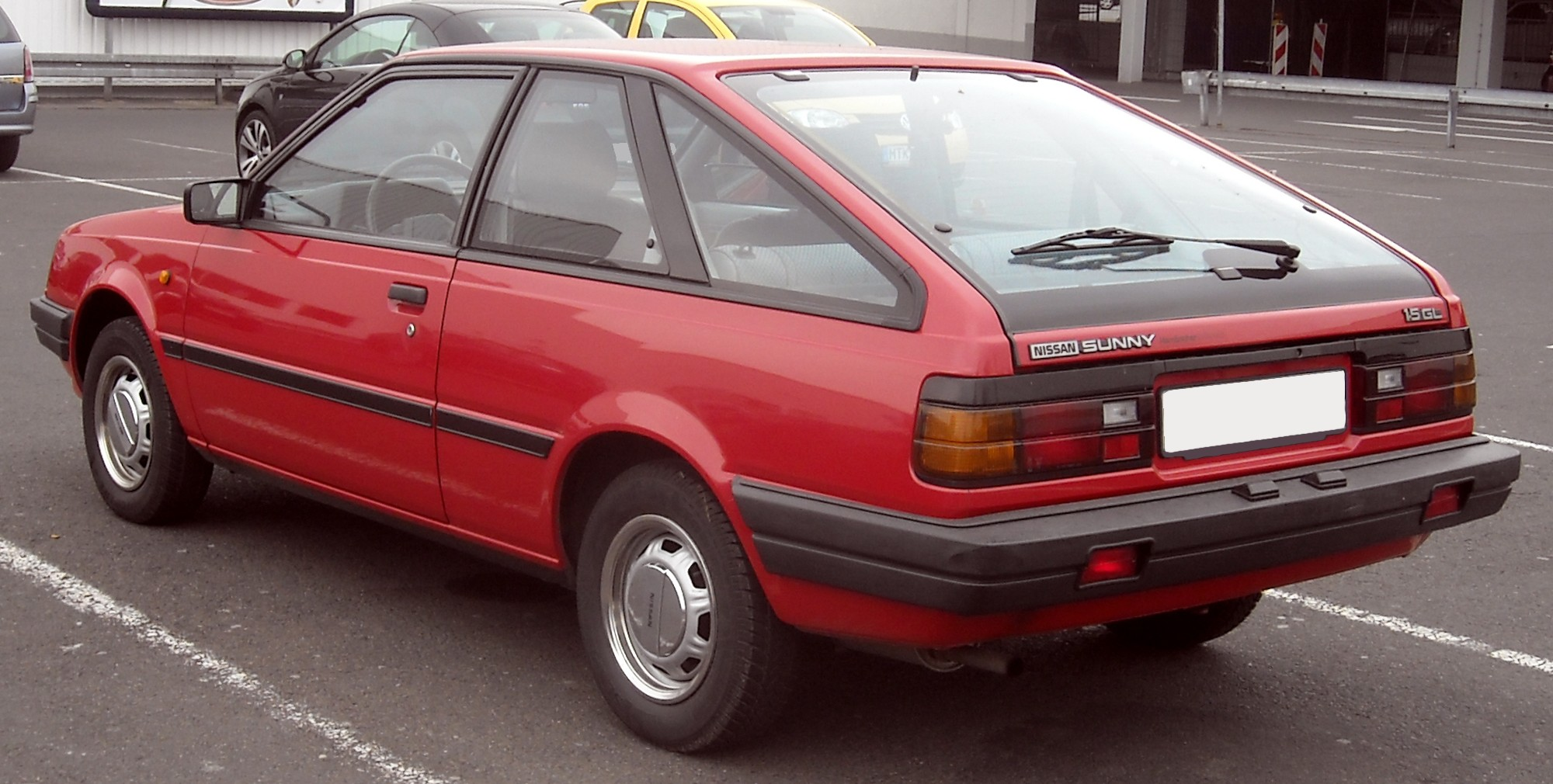
Nissan Sunny Coupé

| Nissan Sunny:                    | 1.5                                                                                    | 1.5 Turbo (Japan)                                                                      | Diesel                                                                                 |
| -------------------------------- | -------------------------------------------------------------------------------------- | -------------------------------------------------------------------------------------- | -------------------------------------------------------------------------------------- |
| Motor:                           | 4-Zylinder-Reihenmotor (Viertakt)                                                      | 4-Zylinder-Reihenmotor (Viertakt)                                                      | 4-Zylinder-Reihenmotor (Viertakt)                                                      |
| Hubraum:                         | 1477 cm³                                                                               | 1477 cm³                                                                               | 1667 cm³                                                                               |
| Bohrung × Hub:                   | 76 × 82 mm                                                                             | 76 × 82 mm                                                                             | 80 × 83,6 mm                                                                           |
| Leistung bei 1/min:              | 55 kW (75 PS) bei 5600                                                                 | 85 kW (115 PS) bei 5600                                                                | 40 kW (54 PS) bei 4800                                                                 |
| Max. Drehmoment bei 1/min:       | 121 Nm bei 2800                                                                        | 170 Nm bei 3200                                                                        | 100 Nm bei 2800                                                                        |
| Verdichtung:                     | 9,5:1                                                                                  | 8,0:1                                                                                  | 22,2:1                                                                                 |
| Gemischaufbereitung:             | 1 Einfachvergaser Hitachi                                                              | Einspritzung                                                                           | Diesel-Einspritzpumpe                                                                  |
| Ventilsteuerung:                 | OHC                                                                                    | OHC                                                                                    | OHC                                                                                    |
| Kühlung:                         | Wasserkühlung                                                                          | Wasserkühlung                                                                          | Wasserkühlung                                                                          |
| Getriebe:                        | 5-Gang-Getriebe a.W. Dreigangautomatik Frontantrieb                                    | 5-Gang-Getriebe a.W. Dreigangautomatik Frontantrieb                                    | 5-Gang-Getriebe a.W. Dreigangautomatik Frontantrieb                                    |
| Radaufhängung vorn:              | Querlenker, Schraubenfedern                                                            | Querlenker, Schraubenfedern                                                            | Querlenker, Schraubenfedern                                                            |
| Radaufhängung hinten:            | Längslenkerachse, Schraubenfedern                                                      | Längslenkerachse, Schraubenfedern                                                      | Längslenkerachse, Schraubenfedern                                                      |
| Bremsen:                         | Scheibenbremsen vorne (Turbo auch hinten), Trommelbremsen hinten, Bremskraftverstärker | Scheibenbremsen vorne (Turbo auch hinten), Trommelbremsen hinten, Bremskraftverstärker | Scheibenbremsen vorne (Turbo auch hinten), Trommelbremsen hinten, Bremskraftverstärker |
| Lenkung:                         | n. a.                                                                                  | n. a.                                                                                  | n. a.                                                                                  |
| Karosserie:                      | Stahlblech, selbsttragend                                                              | Stahlblech, selbsttragend                                                              | Stahlblech, selbsttragend                                                              |
| Spurweite vorn/hinten:           | 1395/1385 mm                                                                           | 1395/1385 mm                                                                           | 1395/1385 mm                                                                           |
| Radstand:                        | 2400 mm                                                                                | 2400 mm                                                                                | 2400 mm                                                                                |
| Abmessungen:                     | 4135 × 1640 × 1355–1385 mm                                                             | 4135 × 1640 × 1355–1385 mm                                                             | 4135 × 1640 × 1355–1385 mm                                                             |
| Leergewicht:                     | 860–880 kg                                                                             | 880 kg                                                                                 | 945 kg                                                                                 |
| Höchstgeschwindigkeit:           | 160–165 km/h                                                                           | 175 km/h                                                                               | 145 km/h                                                                               |
| 0–100 km/h:                      | 12,5 s                                                                                 | n. a.                                                                                  | n. a.                                                                                  |
| Verbrauch (Liter/100 Kilometer): | 6,6 S                                                                                  | 6,8 N                                                                                  | 6,0 D                                                                                  |
| Preis (ab DM, 1985):             | 13.795                                                                                 | --                                                                                     | 15.695                                                                                 |

## Sunny N13 (1986–1990)
Anfang 1986 wurde die Modellreihe zum Modellwechsel aufgesplittet: nun gab es dreitürige Steilhecklimousinen, fünftürige Schräghecklimousinen, viertürige Stufenhecklimousinen (Code N13 – als Nachfolger des Cherry) und den fünftürigen Kombi (Code B12, Traveller genannt) und das dreitürige Coupé (Code B12 als Nachfolger des B11). Der neue Modellaufbau wirkt nicht ganz so homogen wie noch der Vorgänger, der auf einem Baumuster basierte. Die Limousine und das dreitürige Schrägheck wurden in Japan auch als Nissan Liberta Villa angeboten.

### Motorvarianten
N13 (Steil-, Schrägheck): 1,3 l OHC mit 44 kW/60 PS ohne Kat, 1,4 l (55 kW/75 PS) ohne Kat in Deutschland vertrieben, 1,6 l (54, 66 kW/73 und 90 PS), 1,7 l Diesel (40 kW/54 PS), GTI Varianten mit 1,6 l (81 kW/110 PS) und 1,8 L (92 kW/125 PS), 1.8 GTI nur im dreitürigen Steilheck, teilweise Kombination mit Automatik oder Allrad möglich, serienmäßig 5-Gang-Schaltgetriebe
B12 (Coupé): 1,5 l (52 kW/71 PS), 1,6 l (54 und 66 kW/73 und 90 PS), 1,6 l GTI (81 kW/110 PS), 1,8 l GTI (92 kW/125 PS), teilweise Kombinationen auch mit Automatik möglich, serienmäßig 5-Gang-Schaltung
B12 (Traveller): 1,5 l mit 52 kW/71 PS, 1,6 l OHC (54 und 66 kW/73 und 90 PS), 1,7 l Diesel mit 40 kW/54 PS, 1,6 l auch mit Allradantrieb erhältlich, teilweise Kombinationen auch mit Automatik möglich, serienmäßig 5-Gang-Schaltung

### Ausstattungen beim Sunny N13 (gilt teilweise auch für B12)

#### LX – die Grundausstattung
Motoren: E13S (60PS) VFL, E16i (73PS) FL
Die LX-Ausstattung enthielt serienmäßig:
- Liegesitze vorn mit höhenverstellbaren Kopfstützen
- geteilt umklappbare Rücksitzbank
- Türverkleidungen mit Stoffeinsatz und Ablagefächern an den Vordertüren
- Mittelkonsole / abschließbares Handschuhfach
- Innenraum vollständig mit Teppich ausgelegt
- voll ausgekleidete Kofferraumseitenwände einschl. Teppichboden
- Kofferraumabdeckplatte
- Tankschloss- und Kofferraumfernentriegelung
- Tageskilometerzähler
- Kraftstoff-, Kühlwassertemperaturanzeige und Digital-Quarzuhr
- Warn- und Kontrollleuchten für:
  - angezogene Handbremse / Bremsflüssigkeitsstand
  - Öldruck
  - Batterieladung
  - heizbare Heckscheibe
  - Nebelschlussleuchte
  - nicht geschlossene Türen
- zwei schwenkbare Sonnenblenden
- Sicherheitsinnenspiegel (abblendbar)
- 2-Speichenlenkrad
- vierstufiges Heiz- und Frischluftgebläse mit Smogschaltung und Zwangslüftung
- Defrosterdüsen für Front- und Seitenscheiben
- Aschenbecher vorn
- Zigarettenanzünder
- beleuchtete Heizungs- und Lüftungsschalter
- beleuchtete Bedienschalter
- 2 × 3-Punktautomatiksicherheitsgurte vorn
- 2 × 3-Punktautomatiksicherheitsgurte hinten
- 1 × 2-Punktbeckengurt
- Sicherheitsschlösser an den Sitzen befestigt

#### SLX – die gehobene Ausstattung
Die SLX-Ausstattung war in Deutschland auch als 4×4, jedoch nur mit 73 PS und zuschaltbarem Allradantrieb erhältlich.
Motoren: E16i (73PS) VFL, GA14S (75PS) und GA16i (90PS) FL
zusätzlich zu LX:
- Drehzahlmesser,
- Warn- und Kontrollleuchte für Kraftstoffreserve,
- akustische Warnanzeige für nicht ausgeschaltetes Licht,
- regelbare Instrumentenbeleuchtung,
- 3-Speichenlenkrad (beim Faceliftmodell), höhenverstellbare Lenksäule
- Heizungsdüsen im Fond
- Aschenbecher vorn beleuchtet
- Zigarettenanzünder beleuchtet
- 2 × 3-Punktautomatiksicherheitsgurte vorn (beim 4-türigen Stufenheck und 5-Türer höhenverstellbar)
- bessere Stoffe und größere Ablagefächer in den Türen

#### SGX – die Luxusausstattung
Die SGX-Ausstattung wurde in anderen Ländern teilweise auch California genannt.
Motoren: E16i (73PS) VFL, GA16i (90PS) FL
zusätzlich zum SLX:
- Velourssitze und Türpappen
- Elektrische Fensterheber
- Zentralverriegelung
- Servolenkung

In Österreich gab es den N13 (viertürig) auch mit 90 PS und permanentem Allradantrieb.

#### GTi – die Sportausstattung
Im Ausland teilweise ZX genannt.
Motoren: CA16DE (110PS) VFL, CA18DE (125PS) FL
zusätzlich:
- höhenverstellbare Kopfstützen im Fond,
- Sportsitze vorn,
- drehzahlabhängige Servolenkung,
- 3-Speichen-Sportlenkrad,
- anderer Schaltknauf,
- Tacho bis 240 km/h,
- Heckspoiler,
- Schwellerverkleidungen,
- Frontstoßfänger mit Nebelscheinwerfern und Frontspoiler.

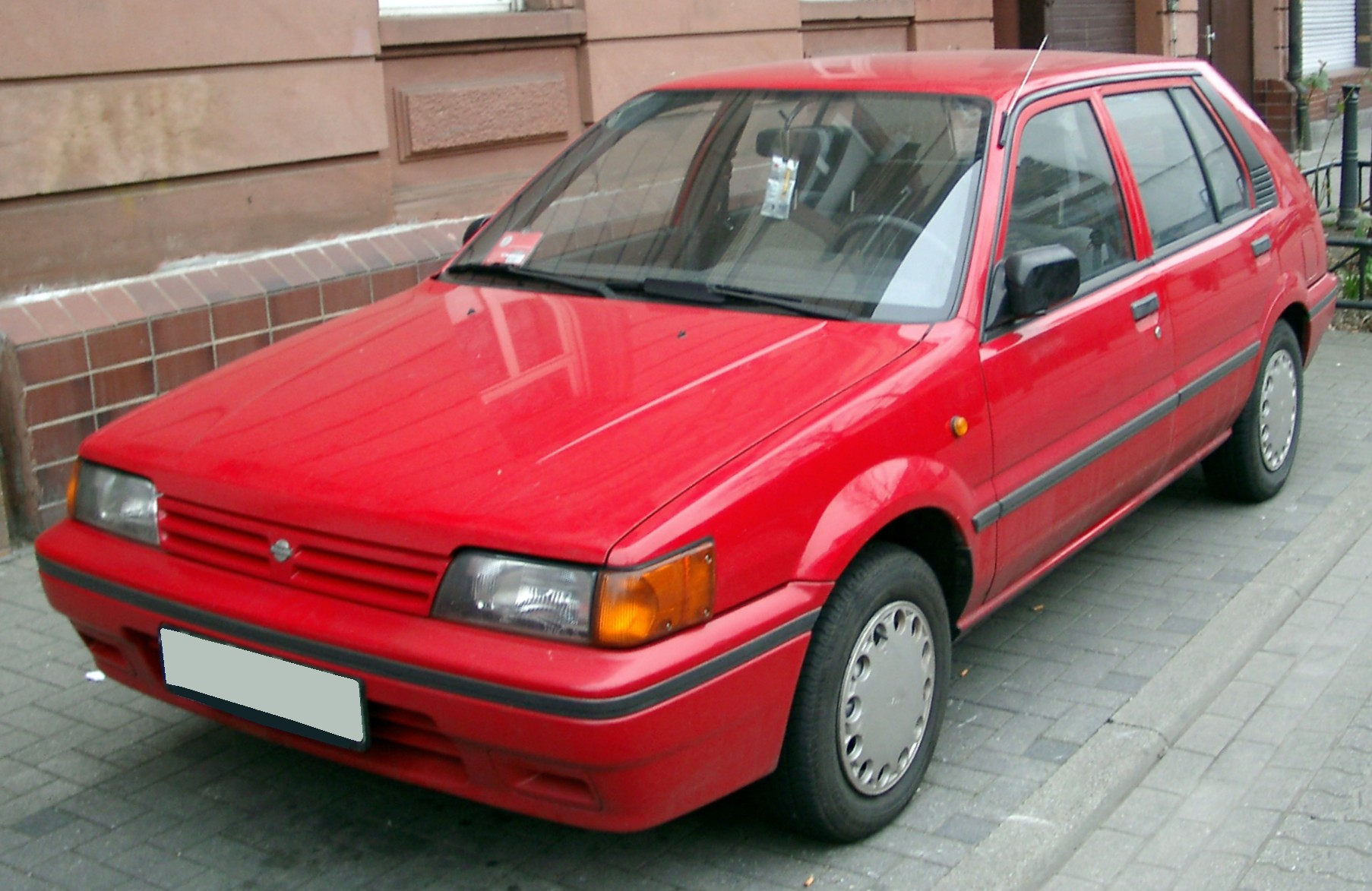
Nissan Sunny Steilheck
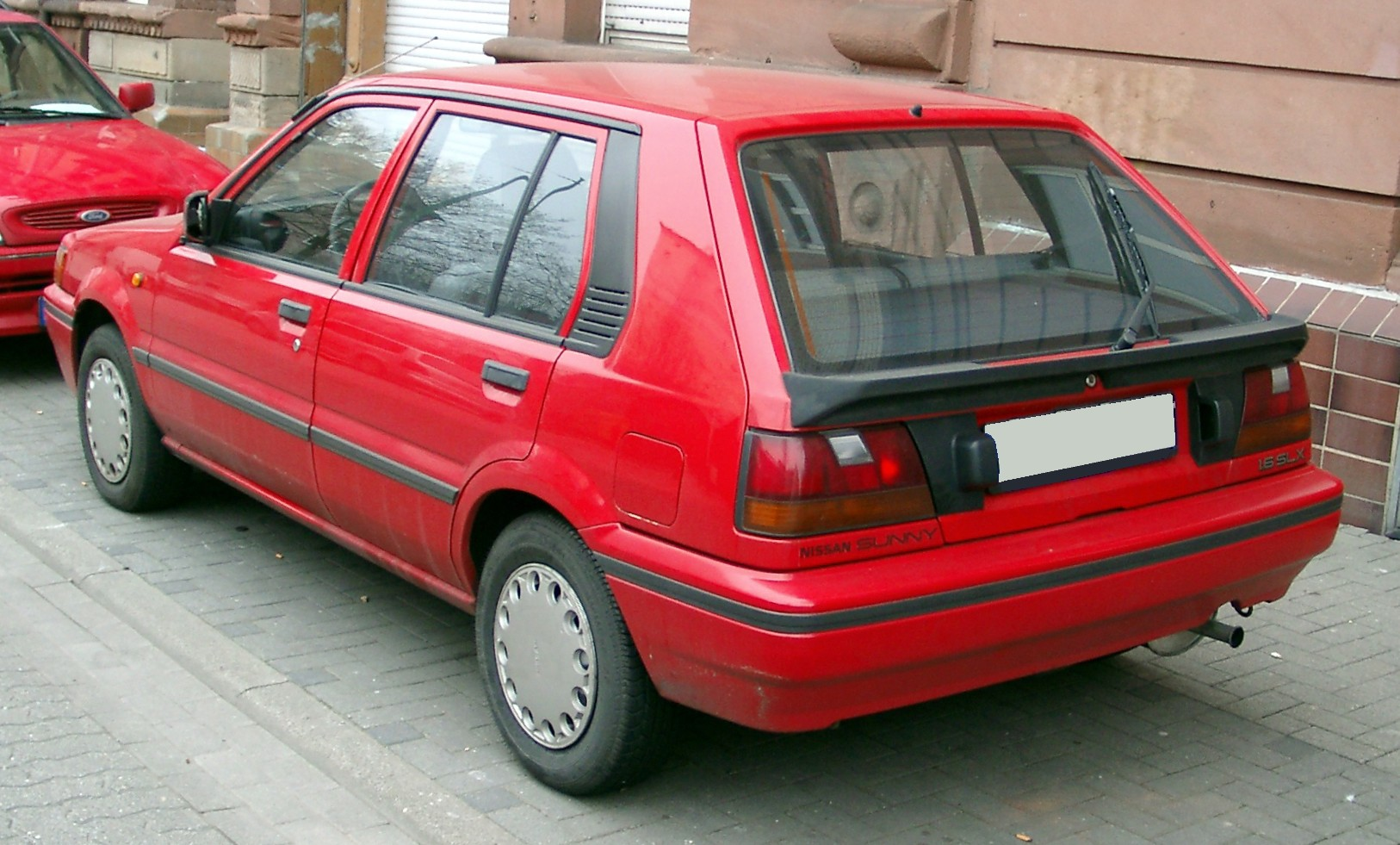
Heckansicht
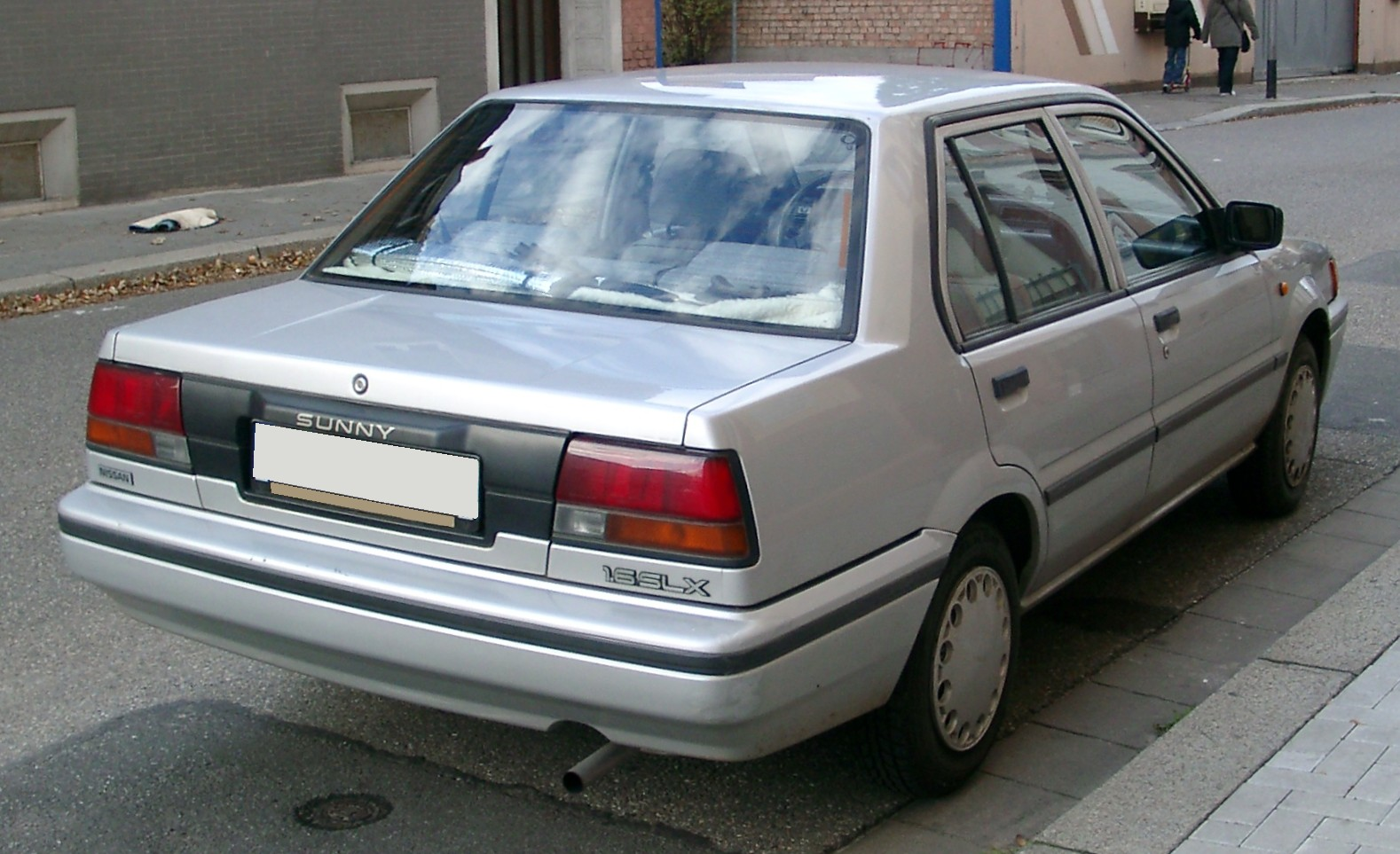
Nissan Sunny Stufenheck
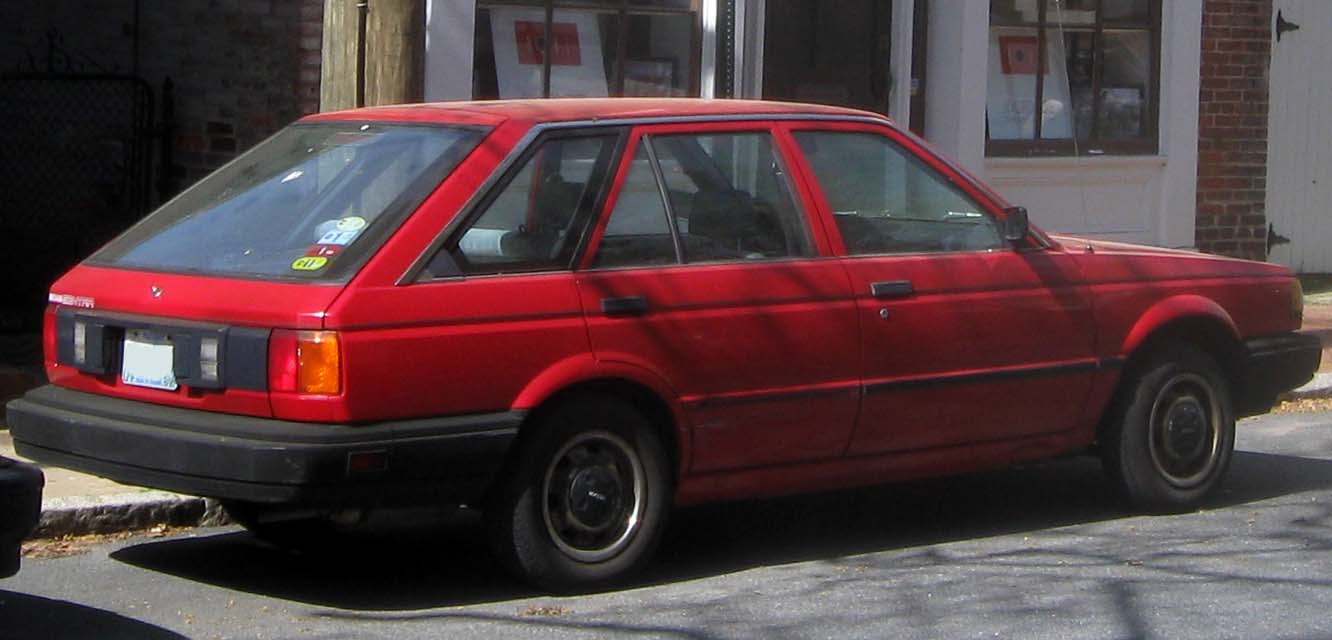
Nissan Sunny Traveller
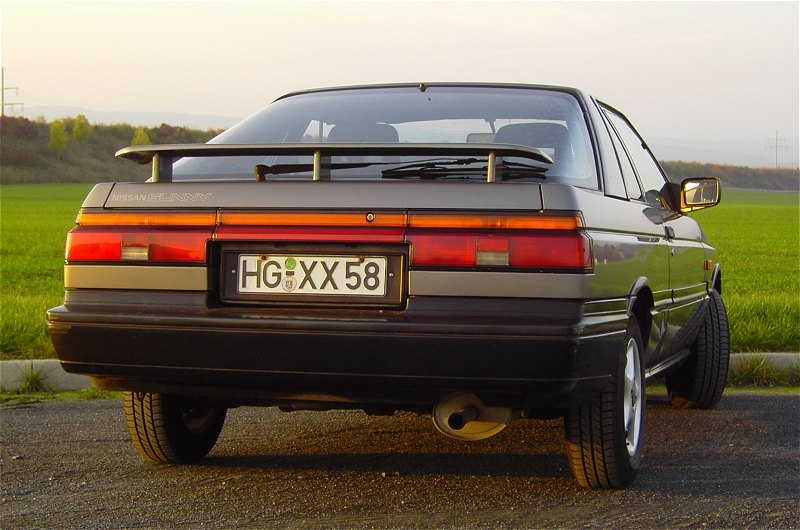
Nissan Sunny Coupé

## Sunny N14 (1990–1995)
Der Sunny (Code N14) war ab Sommer 1990 in Europa erhältlich. Mit seinem insgesamt viel runderem Aussehen wirkte er wesentlich moderner als der Vorgänger. Auch hier gab es drei- und fünftürige Limousinen mit Steil- (Dreitürer) oder Schrägheck (Fünftürer), eine viertürige Limousine mit Stufenheck, einen Kombi (Code Y10), das Coupé 100NX (Code B13) sowie einen Kleintransporter (Code Y10L).
Motoren nach Modellreihen: N14 (Steil-, Schräg-, Stufenheck): 1.4 (55 kW/75 PS), 1.6 (66 kW/90 PS), 2.0 (105 kW/143 PS; nur im dreitürigen Hatchback und viertürigen Schrägheck), 2.0 Diesel (55 kW/75 PS), 2.0 DOHC/Turbo/LLK (162 kW/220 PS), Allrad, teilweise Kombination auch mit Automatik, serienmäßig 5-Gang-Schaltgetriebe. Die 1,4- und 1,6-l-Motoren hatte bis einschließlich Modelljahr 1992 Vergaser, ab Modelljahr 1993 Saugrohreinspritzung.
Der meistverkaufte Sunny in Deutschland war der N14 in der kleinsten Benziner-Motorisierung.
Im September 1995 wurde die Baureihe durch den Nissan Almera ersetzt.
Technische Daten der Modell Palette in Deutschland
| Motor Basis                     | CD20                  | GA14DS                | GA16DS                | GA14DE                | GA16DE                | SR20DE                | SR20DE                | SR20DET               |
| ------------------------------- | --------------------- | --------------------- | --------------------- | --------------------- | --------------------- | --------------------- | --------------------- | --------------------- |
| Bauzeit                         | 10/1990–05/1995       | 10/1990–1992          | 10/1990–1992          | 1993–05/1995          | 1993–05/1995          | 10/1990–1992          | 1993–05/1995          | 10/1990–1992          |
| Hubraum (cm³)                   | 1974                  | 1392                  | 1392                  | 1597                  | 1597                  | 1998                  | 1998                  | 1998                  |
| Max. Leistung (kW/PS) bei min−1 | 75 / 6000             | 75 / 6000             | 75 / 6000             | 90 / 6000             | 90 / 6000             | 143 / 6400            | 143 / 6400            | 220                   |
| Max. Drehmoment (Nm) bei min−1  | 132 / 2800            | 112 / 4000            | 112 / 4000            | 133 / 4000            | 133 / 4000            | 178 / 4800            | 178 / 4800            | 267 / 4800            |
| Höchstgeschwindigkeit (km/h)    | 160                   | 170                   | 180 (167)             | 171                   | 180                   | 210                   | 210                   | 223                   |
| Kraftstoff                      | Diesel                | Normalbenzin          | Superbenzin           | Normalbenzin          | Superbenzin           | Superbenzin           | Superbenzin           | Superbenzin           |
| Getriebe                        | 5-Gang-Schaltgetriebe | 5-Gang-Schaltgetriebe | 5-Gang-Schaltgetriebe | 5-Gang-Schaltgetriebe | 5-Gang-Schaltgetriebe | 5-Gang-Schaltgetriebe | 5-Gang-Schaltgetriebe | 5-Gang-Schaltgetriebe |
| Getriebe (optional)***          |                       |                       | 4-Stufen-Automatik    |                       |                       |                       |                       |                       |
| Beschleunigung (0–100 km/h)     | 15,4                  | 12,5                  | 10,7 (12,5)           | 12,5                  | 10,7                  | 8,2                   | 8,2                   | 6,4                   |
| Tankinhalt                      | 50 Liter              | 50 Liter              | 50 Liter              | 50 Liter              | 50 Liter              | 50 Liter              | 50 Liter              | 50 Liter              |
| Verbrauch Stadtzyklus (Liter)   | 7,0                   | 8,2                   | 8,6 (9,3)             | 7,9                   | 8,3 (9,2)             | 11,3                  | 11,3                  | 13,2                  |
| Verbrauch bei 90 km/h (Liter)   | 4,8                   | 5,0                   | 5,4 (6,1)             | 5,2                   | 5,3 (5,6)             | 6,5                   | 6,5                   | 8,1                   |
| Verbrauch bei 120 km/h (Liter)  | 6,5                   | 6,4                   | 7,2 (7,3)             | 6,6                   | 7,0 (7,4)             | 8,1                   | 8,1                   | 10,6                  |
| Wendekreis                      | 10,6                  | 10,1                  | 11,1                  | 10,1                  | 11,1                  | 11,1                  | 11,1                  | 11,1                  |
| Leergewicht 3-Türer             | -                     | 975                   | -                     | 1010                  | 1038                  | 1106                  | 1106 (*)              | 1220                  |
| Leergewicht 4-Türer             | 1075                  | 990                   | 1012 (1047)           | 1035                  | 1052 (1077)           | -                     | -                     | -                     |
| Leergewicht 5-Türer             | 1060                  | 1015                  | 1037                  | 1050                  | 1057                  | - **                  | - **                  | -                     |

* Möglicher Datenfehler in den Prospekten, gleiches Gewicht ist nicht möglich da ab Facelift Serienmäßig mit Seitenaufprallschutz.
** in Ländern wie Schweiz und Österreich verfügbar, offiziell nicht in Deutschland
*** Getriebe (optional): Automatik-Modell nur als 5-Türer verfügbar

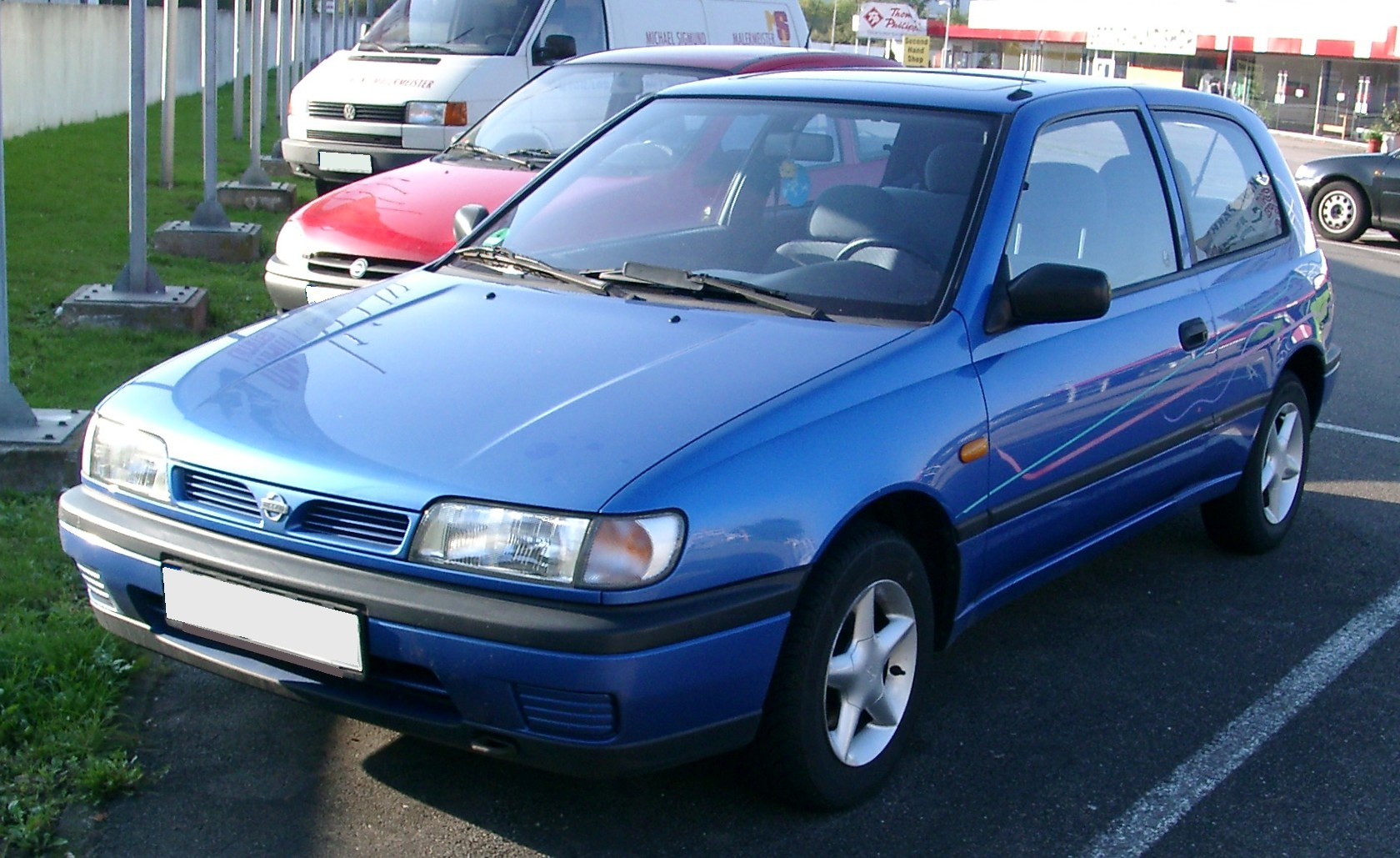
Nissan Sunny Steilheck
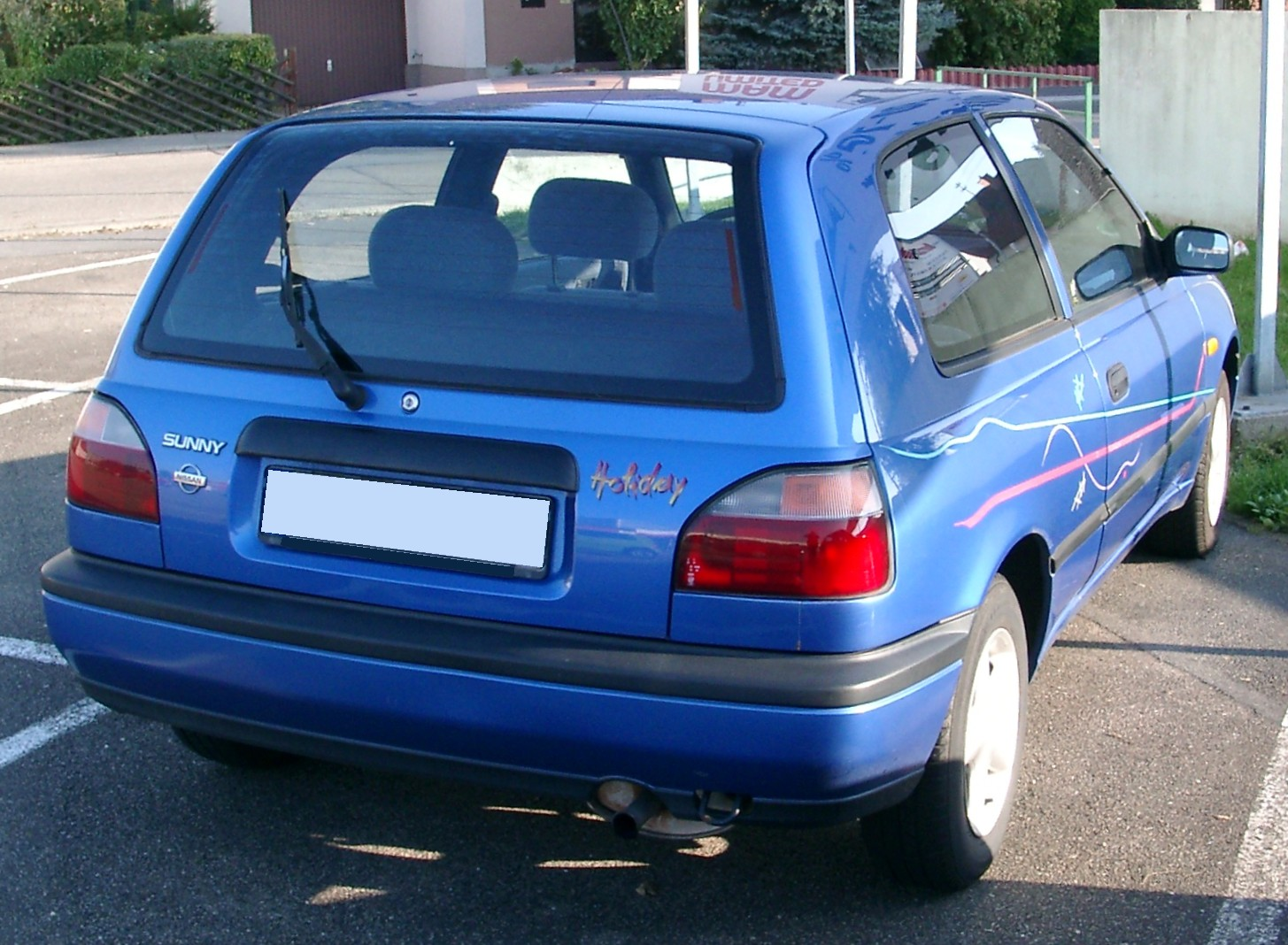
Heckansicht
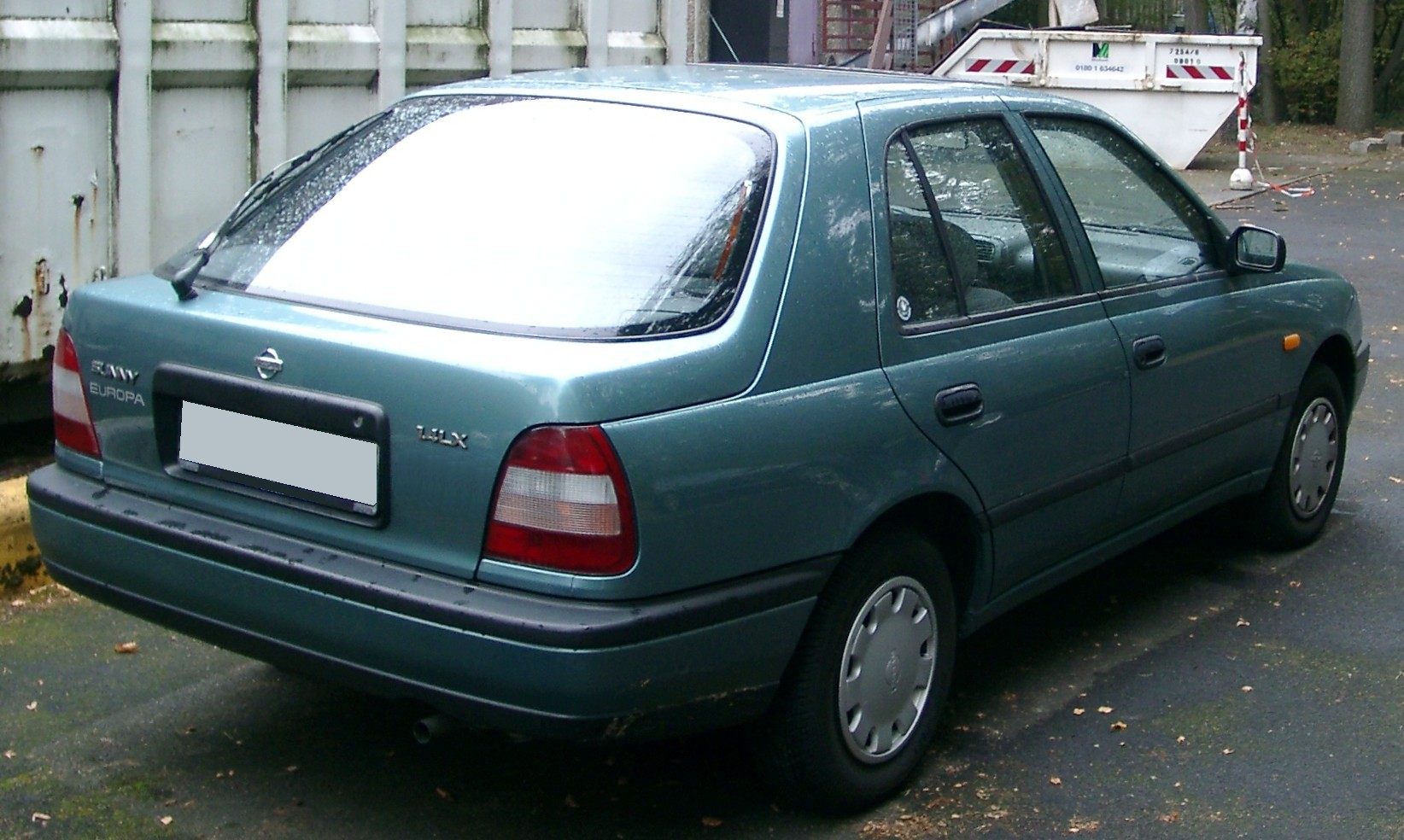
Nissan Sunny Schrägheck
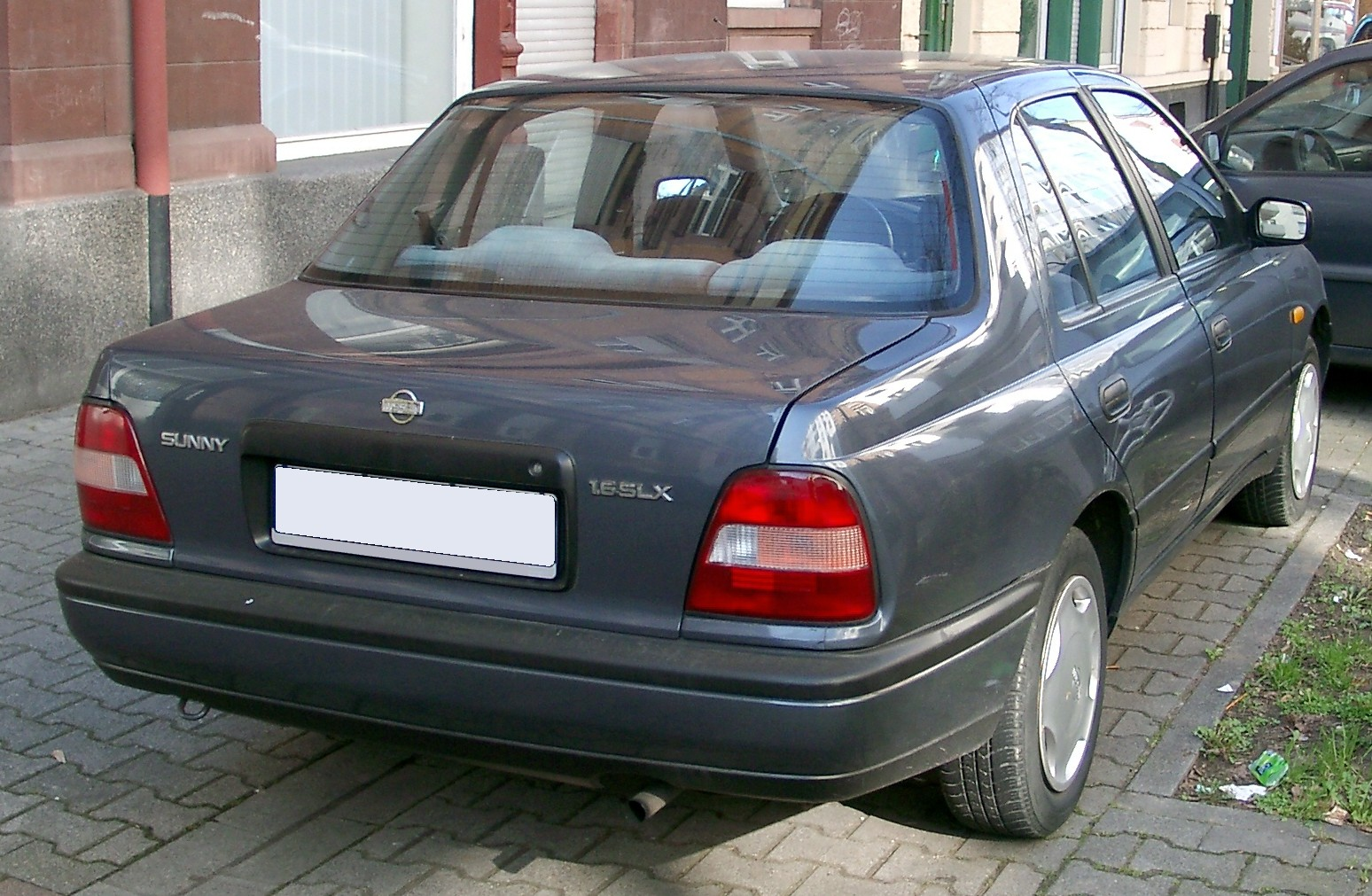
Nissan Sunny Stufenheck
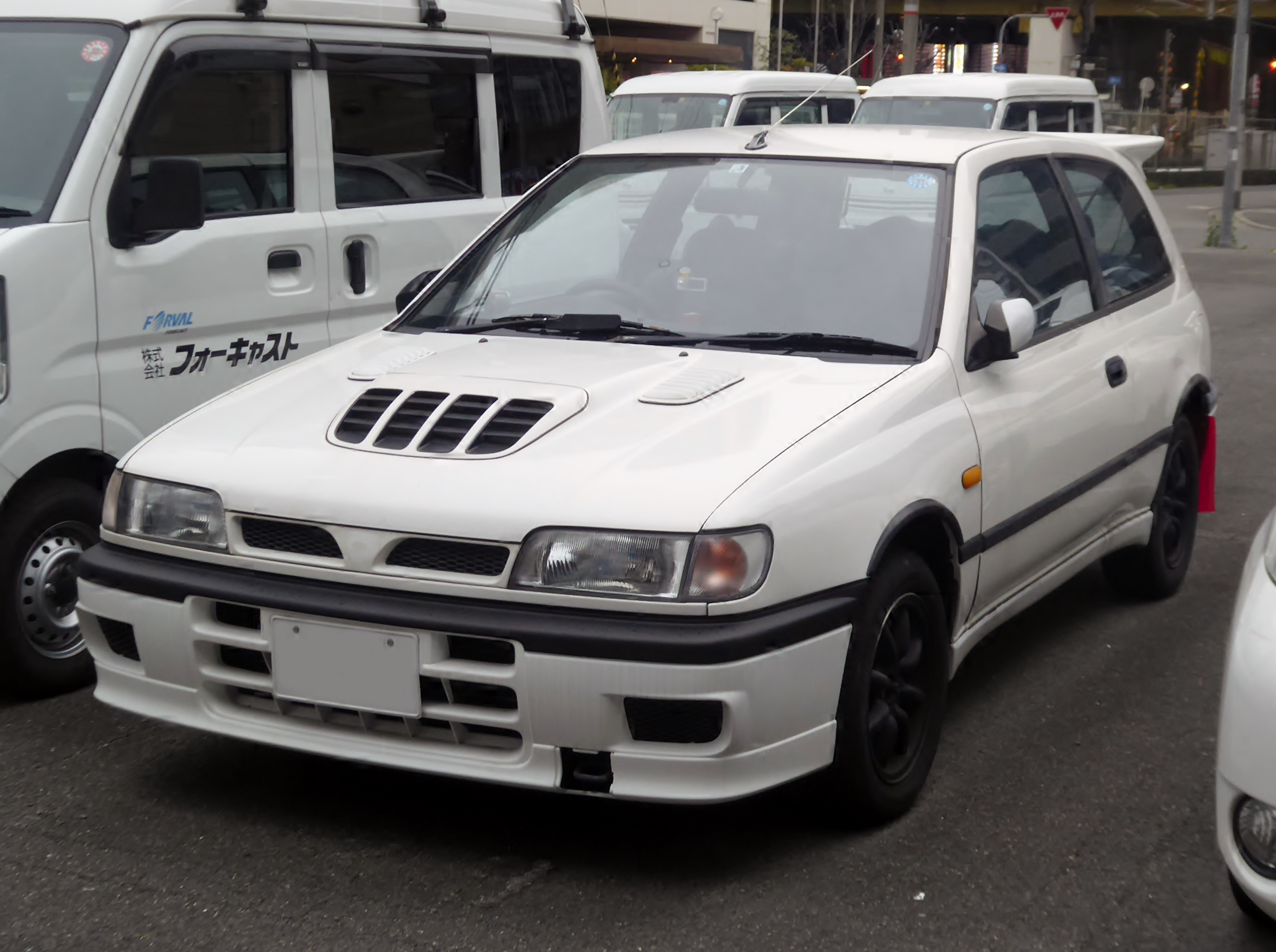
Nissan Sunny GTi-R
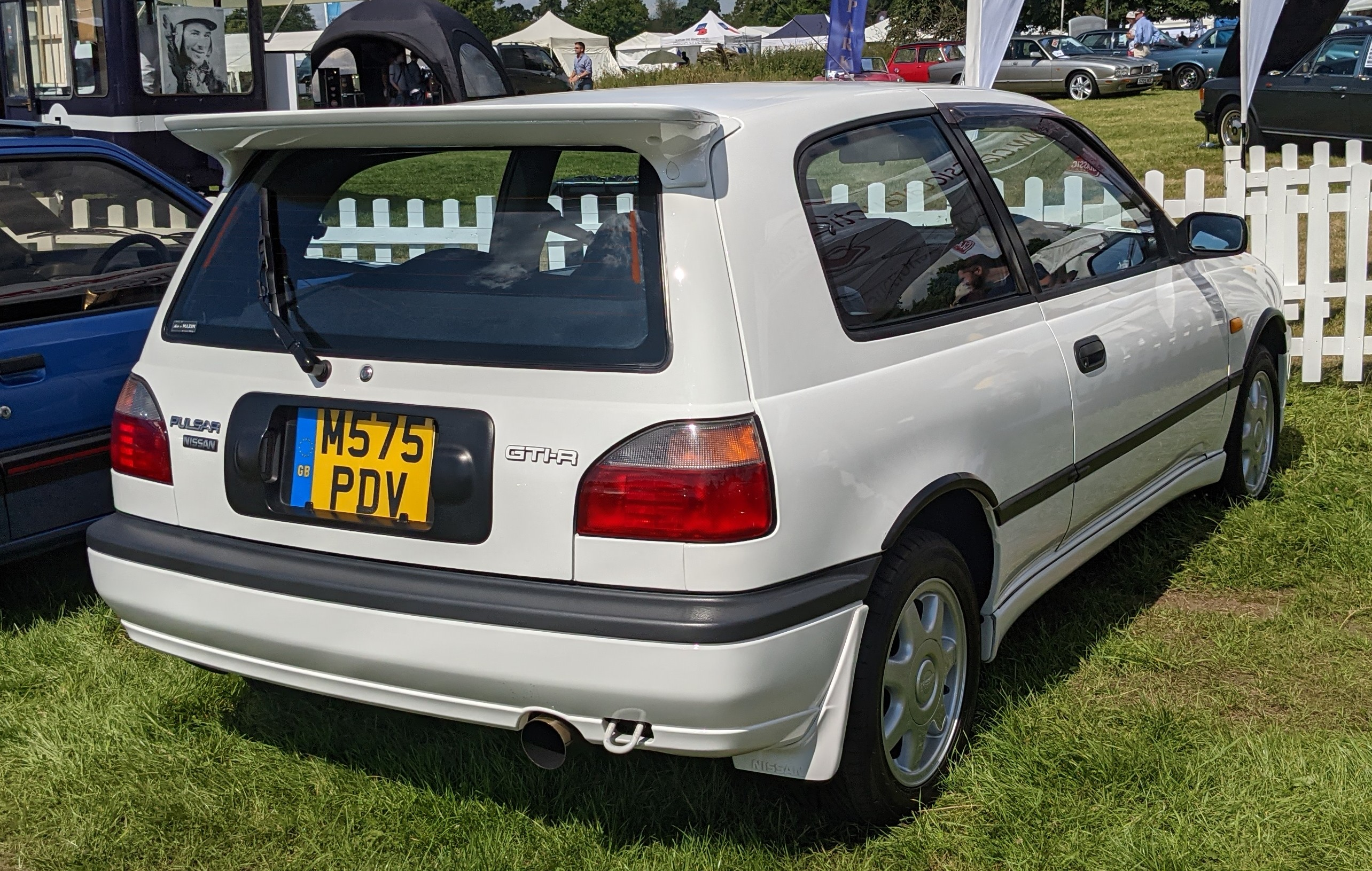
Heckansicht

## Sunny Traveller Y10 (1990–2000)
Der Sunny Y10 Traveller blieb noch bis Frühjahr 2000 im Programm, da für den Nachfolger Nissan Almera kein Kombi vorgesehen war.
Verfügbar war entweder der 1,6 Liter mit 66 kW/90 PS oder der 2,0 Diesel mit 55 kW/75 PS.

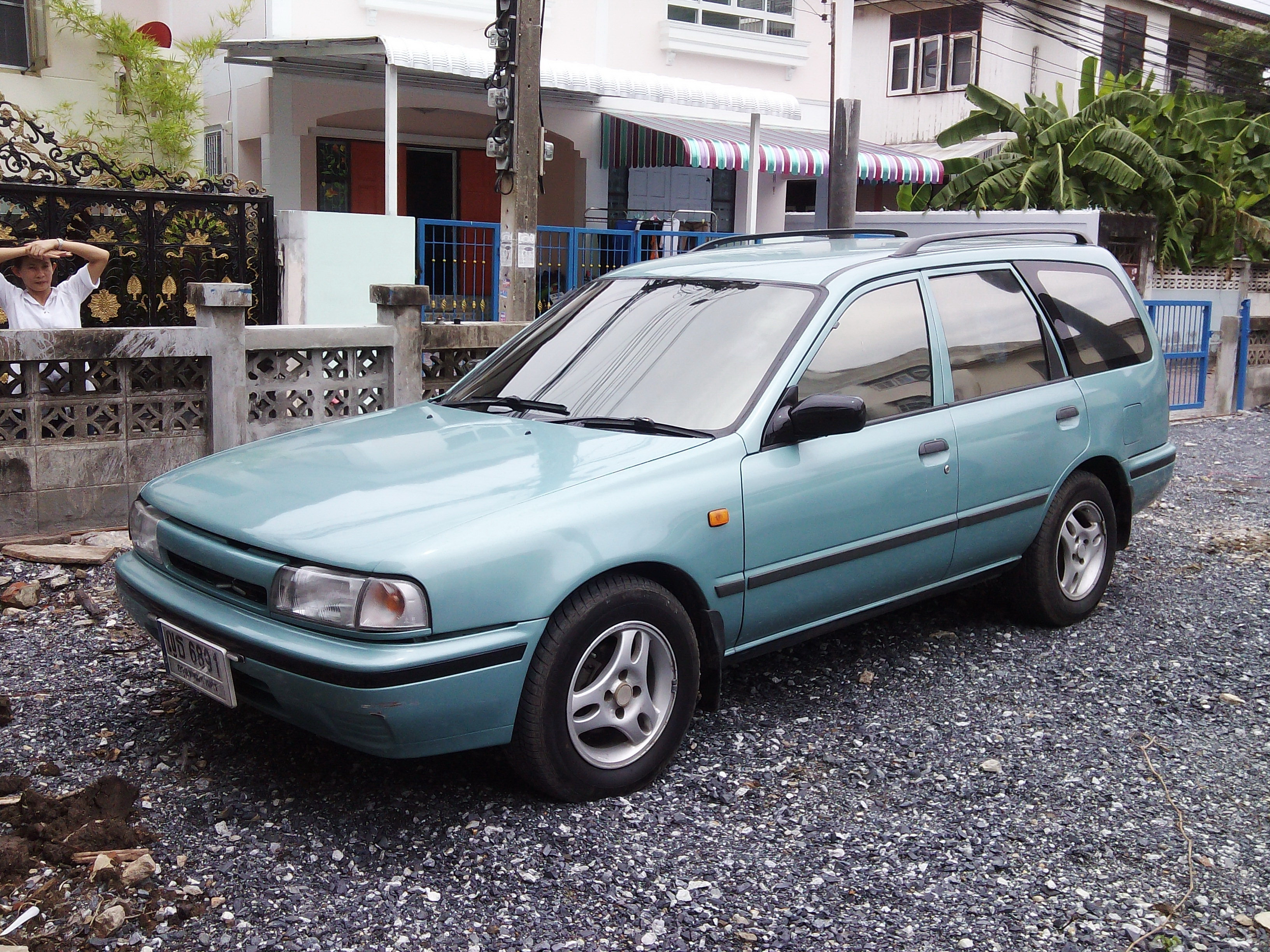
Nissan Sunny Traveller (1990–2000)
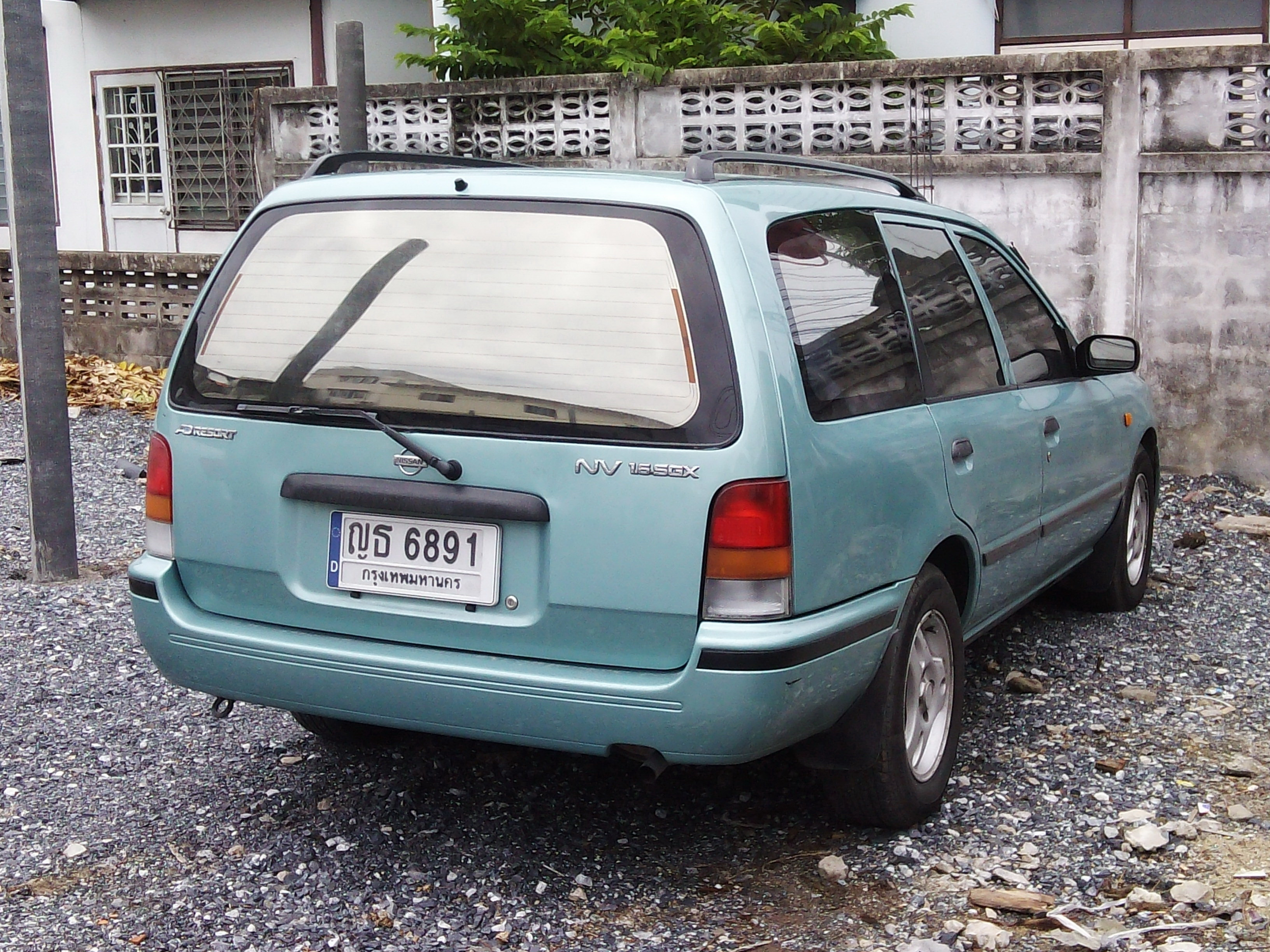
Heckansicht

### Technische Daten
| Modell                          | 1.6                   | 2.0 D                 |
| Zylinderzahl                    | R4                    | R4                    |
| Hubraum (cm³)                   | 1597                  | 1974                  |
| Max. Leistung (kW/PS) bei min−1 | 66/90 bei 6000        | 55/75 bei 4800        |
| Max. Drehmoment (Nm) bei min−1  | 138 bei 4000          | 132 bei 2800          |
| Höchstgeschwindigkeit (km/h)    | 173                   | 154                   |
| Getriebe (Serienmäßig)          | 5 Gang-Schaltgetriebe | 5 Gang-Schaltgetriebe |
| Beschleunigung (0–100 km/h)     | 11,2 s                | 15,9 s                |
| Verbrauch kombiniert (l/100 km) | 7,7 S                 | 6,5 D                 |
| Tankinhalt                      | 50 l                  | 50 l                  |

## 100 NX B13 (1990–1995)
Das Coupé der B12-Version wurde durch den Nissan 100NX ersetzt der technisch auf dem Sunny N 14 basierte. In anderen Märkten wurde dieser auch als Nissan NX1600 bzw. NX2000 verkauft.

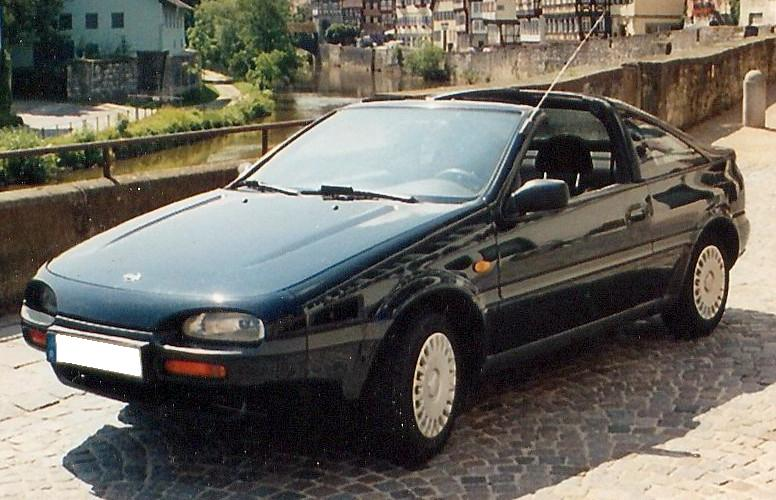
Nissan 100NX
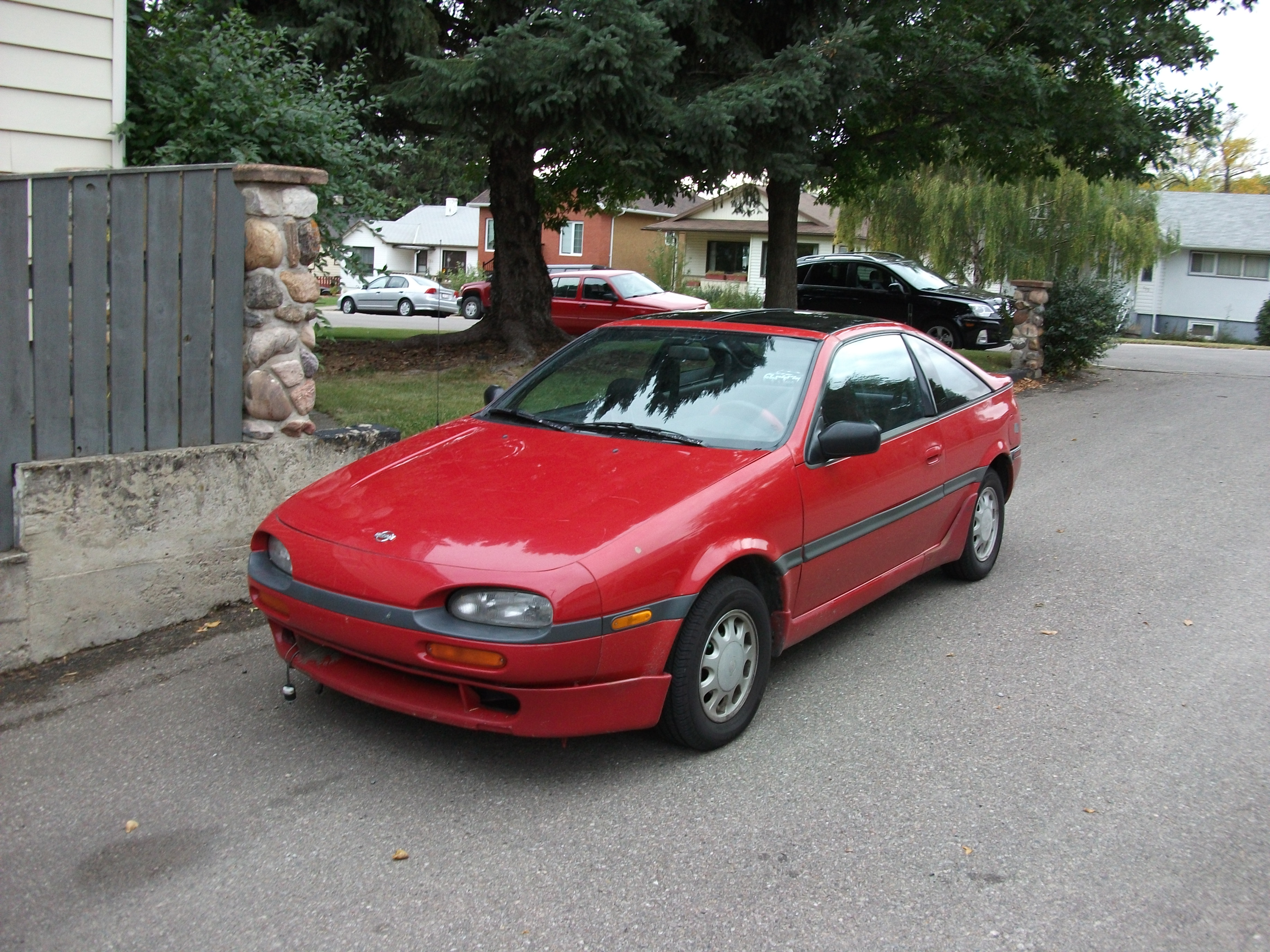
Nissan NX2000

## Sunny Van Y10L (1991–1996)
Auf Basis des Sunny N 14 entstand ein Kleintransporter, der noch mit dem Dieselmotor 1,7 Liter Diesel mit 40 kW/54 PS aus dem N13 ausgestattet war. Er wurde 1993 zum Van of the Year gewählt. Die Länge der Ladefläche beträgt ca. 160 cm, Breite zwischen den beiden Radkästen ca. 112 cm.

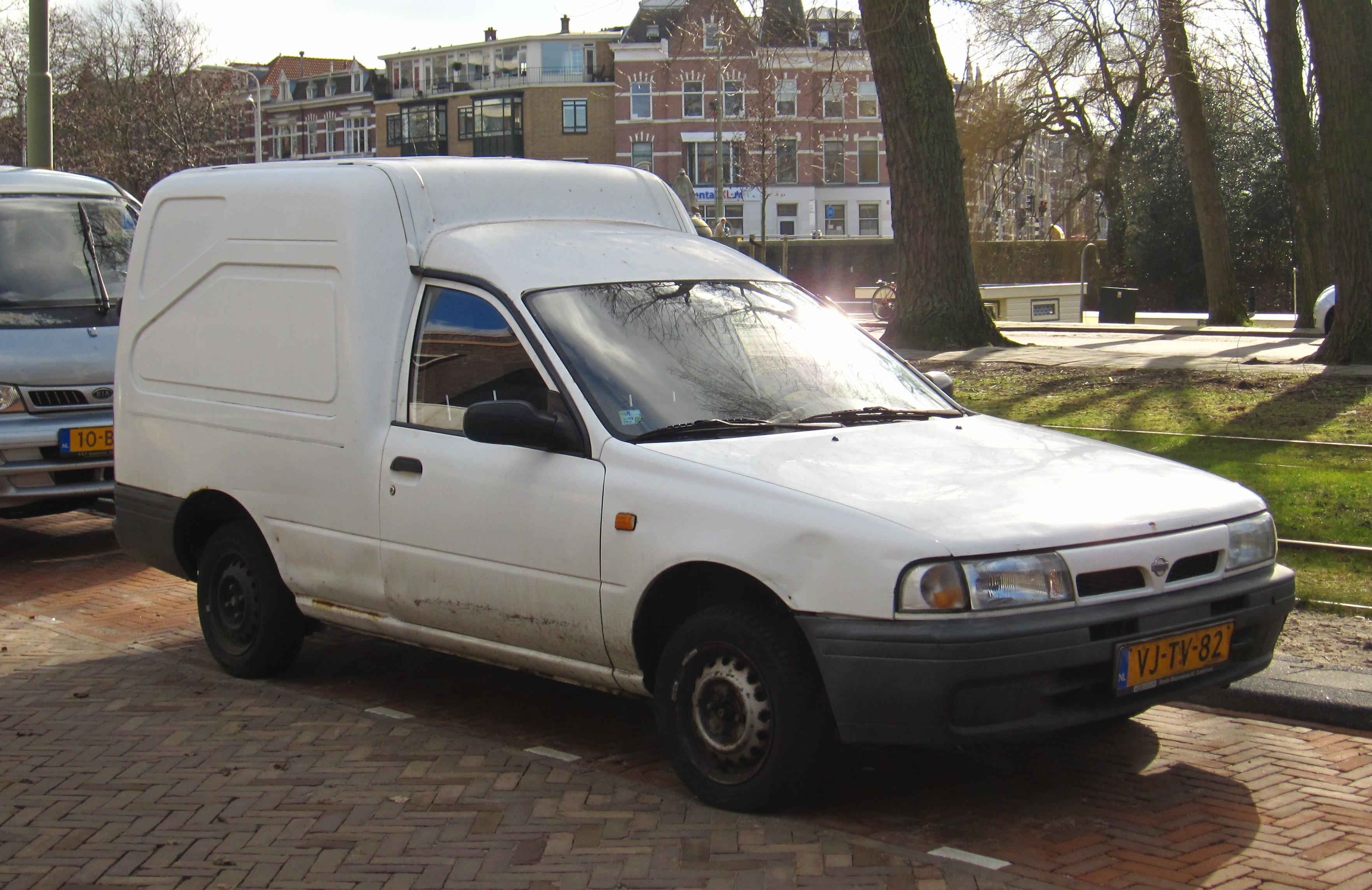
Nissan Sunny Van
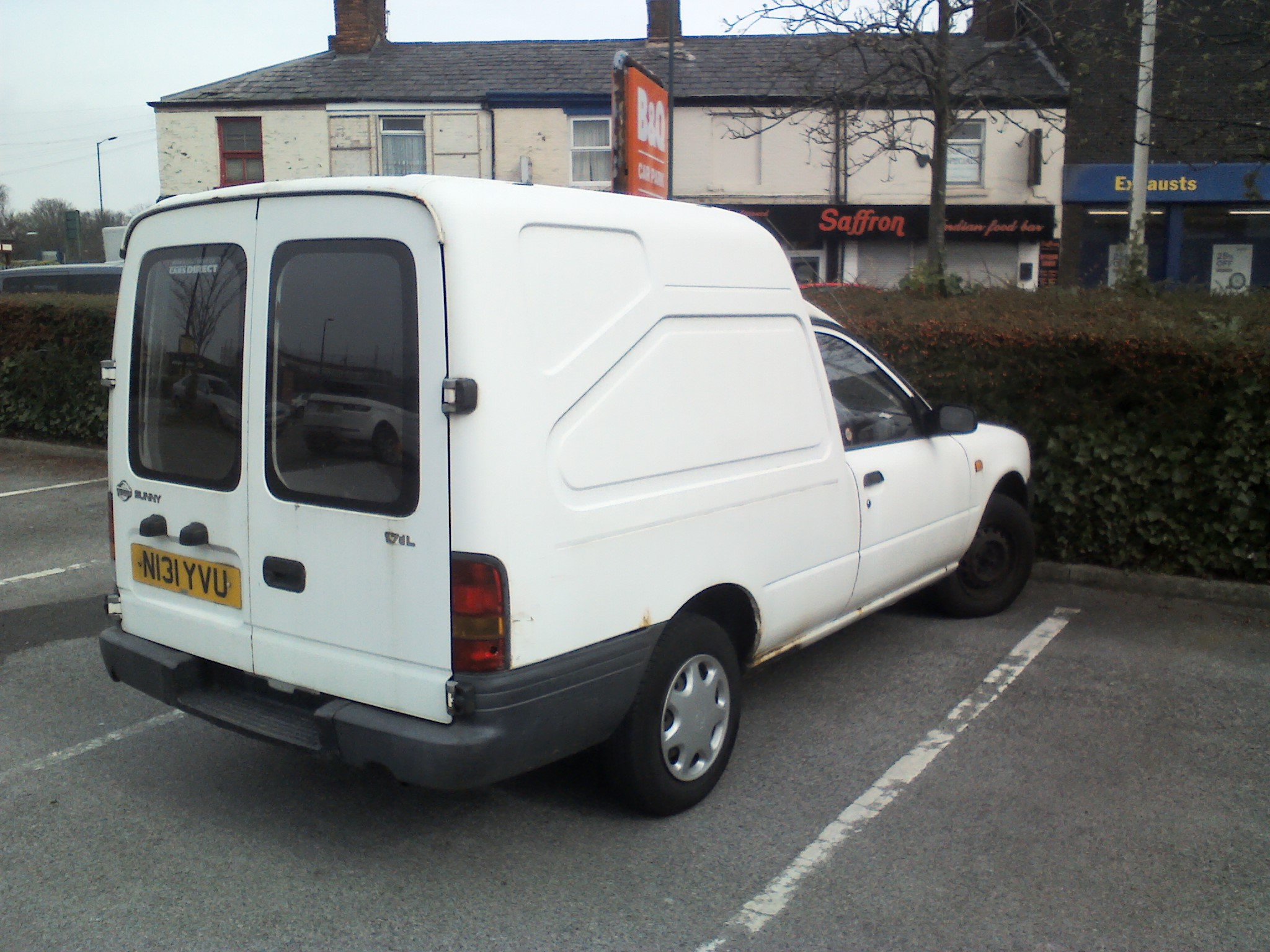
Heckansicht
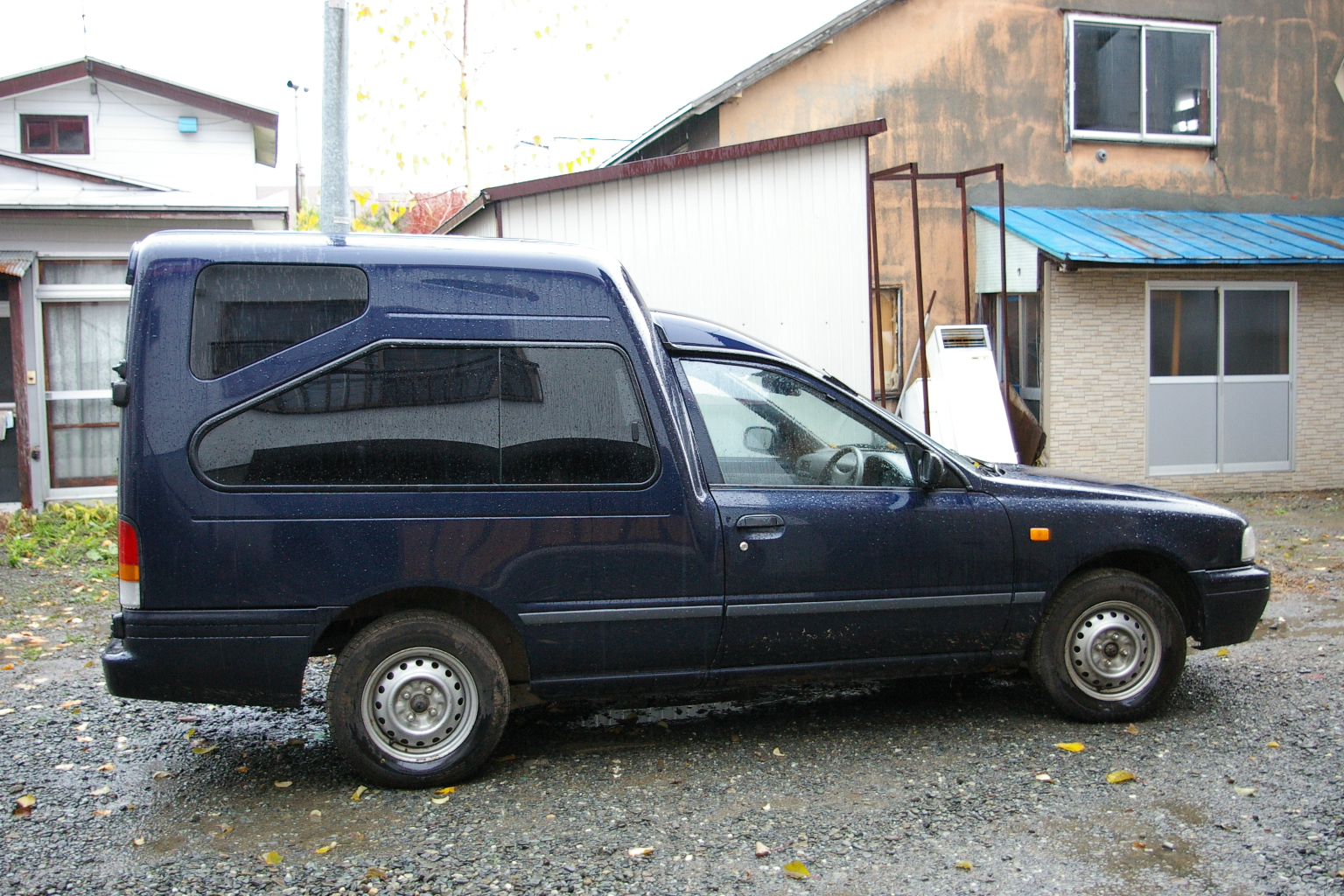
Nissan AD-MAX (baugleich zum Sunny Van)

## Nicht in Europa angebotene Baureihen ab 1985

### Sunny B12 (1985–1990)

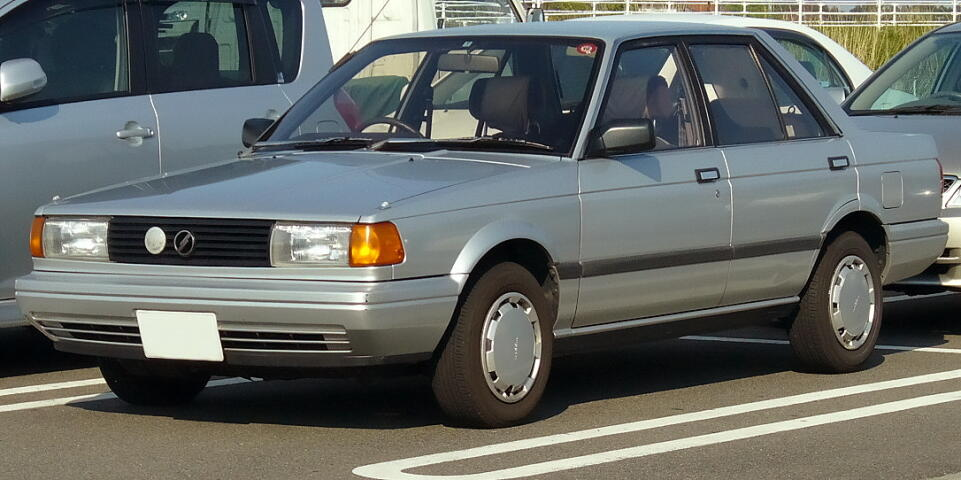
Nissan Sunny Limousine

Von der Ende 1985 bis Mitte 1990 gebauten Sunny-Baureihe B12, die es als viertürige Stufenhecklimousine, fünftürigen California-Kombi und als dreitüriges Fließheckcoupé (in Japan Sunny RZ-1 genannt) gab, wurde in Deutschland das Coupé und der Kombi angeboten; die übrigen in Europa unter der Bezeichnung Sunny angebotenen Modelle entstammten der japanischen Nissan-Pulsar-Baureihe (siehe eigenen Abschnitt unten).
Vom Sunny abgeleitet war die im Herbst 1986 erschienene und hauptsächlich in den USA verkaufte zweite Generation des Sportcoupés Nissan EXA.
| Nissan Sunny/Pulsar/EXA          | 1.0 | 1.3 | 1.5 | 1.6 Kat | 1.6 DOHC | Diesel |
| -------------------------------- | --- | --- | --- | --- | --- | --- |
| Motor:                           | 4-Zylinder-Reihenmotor (Viertakt)                                                                                                  | 4-Zylinder-Reihenmotor (Viertakt)                                                                                                  | 4-Zylinder-Reihenmotor (Viertakt)                                                                                                  | 4-Zylinder-Reihenmotor (Viertakt)                                                                                                  | 4-Zylinder-Reihenmotor (Viertakt)                                                                                                  | 4-Zylinder-Reihenmotor (Viertakt)                                                                                                  |
| Hubraum:                         | 988 cm³ | 1270 cm³ | 1488 cm³ | 1597 cm³ | 1598 cm³ | 1681 cm³ |
| Bohrung × Hub:                   | 73 × 59 mm | 76 × 70 mm | 76 × 82 mm | 76 × 88 mm | 78 × 83,6 mm | 80 × 83,6 mm |
| Leistung bei 1/min:              | 37 kW (50 PS) bei 6000 | 44 kW (60 PS) bei 6000 | 51,5 kW (70 PS) bei 5600 | 53 kW (73 PS) bei 5000 | 81 kW (110 PS) bei 6400 | 40,5 kW (55 PS) bei 4800 |
| Max. Drehmoment bei 1/min:       | 75 Nm bei 4000 | 100 Nm bei 4000 | 121 Nm bei 2800 | 132 Nm bei 3200 | 137 Nm bei 4800 | 104 Nm bei 2800 |
| Verdichtung:                     | 9,0:1 | 9,0:1 | 9,0:1 | 9,6:1 | 10,0:1 | 21,8:1 |
| Gemischaufbereitung:             | 1 Registervergaser | 1 Registervergaser | 1 Registervergaser | Einspritzung | Einspritzung | Diesel-Einspritzpumpe |
| Ventilsteuerung:                 | OHC, Zahnriemen | OHC, Zahnriemen | OHC, Zahnriemen | OHC, Zahnriemen | DOHC, Zahnriemen | OHC, Zahnriemen |
| Kühlung:                         | Wasserkühlung | Wasserkühlung | Wasserkühlung | Wasserkühlung | Wasserkühlung | Wasserkühlung |
| Getriebe:                        | 4-Gang-Getriebe Frontantrieb | 4- oder 5-Gang-Getriebe a.W. Dreigangautomatik Frontantrieb                                                                        | 5-Gang-Getriebe a.W. Dreigangautomatik Frontantrieb, 1.6 a.W. auch Allradantrieb                                                   | 5-Gang-Getriebe a.W. Dreigangautomatik Frontantrieb, 1.6 a.W. auch Allradantrieb                                                   | 5-Gang-Getriebe a.W. Dreigangautomatik Frontantrieb, 1.6 a.W. auch Allradantrieb                                                   | 5-Gang-Getriebe a.W. Dreigangautomatik Frontantrieb, 1.6 a.W. auch Allradantrieb                                                   |
| Radaufhängung vorn:              | Querlenker, Federbeine, Schraubenfedern                                                                                            | Querlenker, Federbeine, Schraubenfedern                                                                                            | Querlenker, Federbeine, Schraubenfedern                                                                                            | Querlenker, Federbeine, Schraubenfedern                                                                                            | Querlenker, Federbeine, Schraubenfedern                                                                                            | Querlenker, Federbeine, Schraubenfedern                                                                                            |
| Radaufhängung hinten:            | Doppelquerlenker, Federbeine, Schraubenfedern, Stabilisator                                                                        | Doppelquerlenker, Federbeine, Schraubenfedern, Stabilisator                                                                        | Doppelquerlenker, Federbeine, Schraubenfedern, Stabilisator                                                                        | Doppelquerlenker, Federbeine, Schraubenfedern, Stabilisator                                                                        | Doppelquerlenker, Federbeine, Schraubenfedern, Stabilisator                                                                        | Doppelquerlenker, Federbeine, Schraubenfedern, Stabilisator                                                                        |
| Bremsen:                         | Scheibenbremsen vorne (1.6 DOHC auch hinten), Trommelbremsen hinten, Bremskraftverstärker                                          | Scheibenbremsen vorne (1.6 DOHC auch hinten), Trommelbremsen hinten, Bremskraftverstärker                                          | Scheibenbremsen vorne (1.6 DOHC auch hinten), Trommelbremsen hinten, Bremskraftverstärker                                          | Scheibenbremsen vorne (1.6 DOHC auch hinten), Trommelbremsen hinten, Bremskraftverstärker                                          | Scheibenbremsen vorne (1.6 DOHC auch hinten), Trommelbremsen hinten, Bremskraftverstärker                                          | Scheibenbremsen vorne (1.6 DOHC auch hinten), Trommelbremsen hinten, Bremskraftverstärker                                          |
| Lenkung:                         | Zahnstangenlenkung, teils mit Servo                                                                                                | Zahnstangenlenkung, teils mit Servo                                                                                                | Zahnstangenlenkung, teils mit Servo                                                                                                | Zahnstangenlenkung, teils mit Servo                                                                                                | Zahnstangenlenkung, teils mit Servo                                                                                                | Zahnstangenlenkung, teils mit Servo                                                                                                |
| Karosserie:                      | Stahlblech, selbsttragend | Stahlblech, selbsttragend | Stahlblech, selbsttragend | Stahlblech, selbsttragend | Stahlblech, selbsttragend | Stahlblech, selbsttragend |
| Spurweite vorn/hinten:           | 1435/1430 mm | 1435/1430 mm | 1435/1430 mm | 1435/1430 mm | 1435/1430 mm | 1435/1430 mm |
| Radstand:                        | 2430 mm | 2430 mm | 2430 mm | 2430 mm | 2430 mm | 2430 mm |
| Abmessungen:                     | Schrägheck (Pulsar): 4030 × 1640 × 1380 mm Stufenheck/Kombi (Sunny): 4215–4270 × 1640 × 1385 mm Coupé (EXA): 4235 × 1665 × 1275 mm | Schrägheck (Pulsar): 4030 × 1640 × 1380 mm Stufenheck/Kombi (Sunny): 4215–4270 × 1640 × 1385 mm Coupé (EXA): 4235 × 1665 × 1275 mm | Schrägheck (Pulsar): 4030 × 1640 × 1380 mm Stufenheck/Kombi (Sunny): 4215–4270 × 1640 × 1385 mm Coupé (EXA): 4235 × 1665 × 1275 mm | Schrägheck (Pulsar): 4030 × 1640 × 1380 mm Stufenheck/Kombi (Sunny): 4215–4270 × 1640 × 1385 mm Coupé (EXA): 4235 × 1665 × 1275 mm | Schrägheck (Pulsar): 4030 × 1640 × 1380 mm Stufenheck/Kombi (Sunny): 4215–4270 × 1640 × 1385 mm Coupé (EXA): 4235 × 1665 × 1275 mm | Schrägheck (Pulsar): 4030 × 1640 × 1380 mm Stufenheck/Kombi (Sunny): 4215–4270 × 1640 × 1385 mm Coupé (EXA): 4235 × 1665 × 1275 mm |
| Leergewicht:                     | 910–925 kg | 905–960 kg | 930–990 kg | 935–1155 kg | 1020–1120 kg | 979–1060 kg |
| Höchstgeschwindigkeit:           | ca. 135 km/h | ca. 155 km/h | ca. 160 km/h | ca. 165 km/h | ca. 190 km/h | 145 km/h |
| 0–100 km/h:                      | nicht angegeben | nicht angegeben | nicht angegeben | nicht angegeben | nicht angegeben | nicht angegeben |
| Verbrauch (Liter/100 Kilometer): | ca. 5–8 | ca. 6–10 | ca. 6–11 | ca. 6–11 | ca. 8–12 | ca. 5–9 D |

### Sunny B13 (1990–)

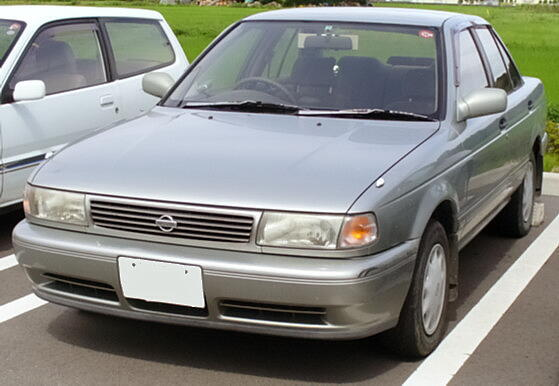
Nissan Sunny Limousine

Den seit Mitte 1990 hergestellten Sunny B13 gibt es nur noch als viertürige Limousine mit Motoren von 1,3 bis 1,8 Litern Hubraum, auf Wunsch mit Dieselmotor und mit Allradantrieb. Als Kombi fungierte eine Facelift-Version des Vorgängermodells, die bis 1996 im Programm blieb. Das Coupé auf Sunny-Basis wurde als Nissan 100NX zur selbstständigen Baureihe. In Taiwan wurde der Sunny B13 als Nissan 331 vermarktet. In Europa wurde wiederum der Nissan Pulsar als Sunny verkauft.
Der Sunny/Sentra B13 wird im Nissan-Werk im mexikanischen Cuernavaca heute noch produziert und auch auf einigen mittel- und südamerikanischen Märkten angeboten. In Mexiko heißt er Tsuru, ist wegen seiner Robustheit als Taxi sehr beliebt und kam im Mai 2013 auf Platz 4 der Verkaufszahlen
Wegen katastrophaler Crash-Testwerte (Null Sterne) der Organisation Global NCAP kündigte Nissan im Oktober 2016 an, die Produktion des Fahrzeugs im Mai 2017 einzustellen.

### Sunny B14 (1994–1998)

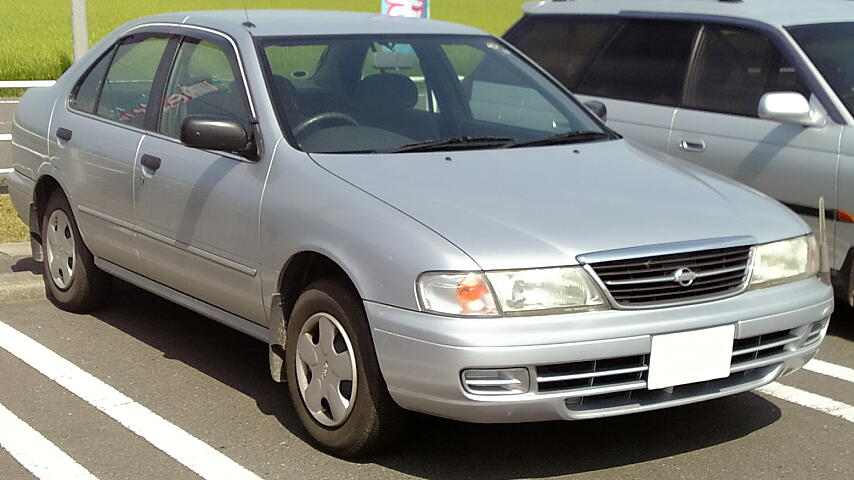
Nissan Sunny Limousine

Den im Januar 1994 vorgestellten Sunny der Serie B14 gab es nur als viertürige Stufenhecklimousine; die im Mai nachgeschobene Coupévariante war der Nissan Lucino. Zur Wahl standen Benzinmotoren mit zwei obenliegenden Nockenwellen von 1,3 bis 1,8 Liter Hubraum sowie ein Zweiliter-Dieselmotor.
| Nissan Sunny:                    | 1.3                                                                                | 1.5                                                                                | 1.6                                                                                | 1.8                                                                                | Diesel                                                                             |
| -------------------------------- | ---------------------------------------------------------------------------------- | ---------------------------------------------------------------------------------- | ---------------------------------------------------------------------------------- | ---------------------------------------------------------------------------------- | ---------------------------------------------------------------------------------- |
| Motor:                           | 4-Zylinder-Reihenmotor (Viertakt)                                                  | 4-Zylinder-Reihenmotor (Viertakt)                                                  | 4-Zylinder-Reihenmotor (Viertakt)                                                  | 4-Zylinder-Reihenmotor (Viertakt)                                                  | 4-Zylinder-Reihenmotor (Viertakt)                                                  |
| Hubraum:                         | 1295 cm³                                                                           | 1498 cm³                                                                           | 1597 cm³                                                                           | 1839 cm³                                                                           | 1974 cm³                                                                           |
| Bohrung × Hub:                   | 71 × 81,8 mm                                                                       | 73,6 × 88 mm                                                                       | 76,5 × 88 mm                                                                       | 82,5 × 86 mm                                                                       | 84,5 × 88 mm                                                                       |
| Leistung bei 1/min:              | 63 kW (85 PS) bei 6000                                                             | 77 kW (105 PS) bei 6000                                                            | 88 kW (120 PS) bei 6400                                                            | 103 kW (140 PS) bei 6400                                                           | 56 kW (76 PS) bei 4800                                                             |
| Max. Drehmoment bei 1/min:       | 109 Nm bei 4400                                                                    | 135 Nm bei 4000                                                                    | 145 Nm bei 4400                                                                    | 167 Nm bei 4800                                                                    | 132 Nm bei 2800                                                                    |
| Verdichtung:                     | 9,5:1                                                                              | 9,9:1                                                                              | 9,9:1                                                                              | 10,1:1                                                                             | 22,2:1                                                                             |
| Gemischaufbereitung:             | Elektronische Einspritzung                                                         | Elektronische Einspritzung                                                         | Elektronische Einspritzung                                                         | Elektronische Einspritzung                                                         | Diesel-Einspritzpumpe                                                              |
| Ventilsteuerung:                 | DOHC, Zahnriemen                                                                   | DOHC, Zahnriemen                                                                   | DOHC, Zahnriemen                                                                   | DOHC, Zahnriemen                                                                   | OHC, Zahnriemen                                                                    |
| Kühlung:                         | Wasserkühlung                                                                      | Wasserkühlung                                                                      | Wasserkühlung                                                                      | Wasserkühlung                                                                      | Wasserkühlung                                                                      |
| Getriebe:                        | 5-Gang-Getriebe a.W. Viergangautomatik Frontantrieb, a.W. Allradantrieb            | 5-Gang-Getriebe a.W. Viergangautomatik Frontantrieb, a.W. Allradantrieb            | 5-Gang-Getriebe a.W. Viergangautomatik Frontantrieb, a.W. Allradantrieb            | 5-Gang-Getriebe a.W. Viergangautomatik Frontantrieb, a.W. Allradantrieb            | 5-Gang-Getriebe a.W. Viergangautomatik Frontantrieb, a.W. Allradantrieb            |
| Radaufhängung vorn:              | Dreiecklenker, Schraubenfedern                                                     | Dreiecklenker, Schraubenfedern                                                     | Dreiecklenker, Schraubenfedern                                                     | Dreiecklenker, Schraubenfedern                                                     | Dreiecklenker, Schraubenfedern                                                     |
| Radaufhängung hinten:            | Torsionskurbelachse, Panhardstab, Schraubenfedern 4WD: Starrachse, Schraubenfedern | Torsionskurbelachse, Panhardstab, Schraubenfedern 4WD: Starrachse, Schraubenfedern | Torsionskurbelachse, Panhardstab, Schraubenfedern 4WD: Starrachse, Schraubenfedern | Torsionskurbelachse, Panhardstab, Schraubenfedern 4WD: Starrachse, Schraubenfedern | Torsionskurbelachse, Panhardstab, Schraubenfedern 4WD: Starrachse, Schraubenfedern |
| Bremsen:                         | Scheibenbremsen rundum, Bremskraftverstärker, a.W. ABS                             | Scheibenbremsen rundum, Bremskraftverstärker, a.W. ABS                             | Scheibenbremsen rundum, Bremskraftverstärker, a.W. ABS                             | Scheibenbremsen rundum, Bremskraftverstärker, a.W. ABS                             | Scheibenbremsen rundum, Bremskraftverstärker, a.W. ABS                             |
| Lenkung:                         | Zahnstangenlenkung                                                                 | Zahnstangenlenkung                                                                 | Zahnstangenlenkung                                                                 | Zahnstangenlenkung                                                                 | Zahnstangenlenkung                                                                 |
| Karosserie:                      | Stahlblech, selbsttragend                                                          | Stahlblech, selbsttragend                                                          | Stahlblech, selbsttragend                                                          | Stahlblech, selbsttragend                                                          | Stahlblech, selbsttragend                                                          |
| Spurweite vorn/hinten:           | 1470–1480/1435–1445 mm                                                             | 1470–1480/1435–1445 mm                                                             | 1470–1480/1435–1445 mm                                                             | 1470–1480/1435–1445 mm                                                             | 1470–1480/1435–1445 mm                                                             |
| Radstand:                        | 2535 mm                                                                            | 2535 mm                                                                            | 2535 mm                                                                            | 2535 mm                                                                            | 2535 mm                                                                            |
| Abmessungen:                     | 4285 × 1690 × 1445 mm                                                              | 4285 × 1690 × 1445 mm                                                              | 4285 × 1690 × 1445 mm                                                              | 4285 × 1690 × 1445 mm                                                              | 4285 × 1690 × 1445 mm                                                              |
| Leergewicht:                     | 960 kg                                                                             | 970 kg                                                                             | 1050                                                                               | 1090 kg                                                                            | 1070 kg                                                                            |
| Höchstgeschwindigkeit:           | ca. 165 km/h                                                                       | ca. 180 km/h                                                                       | ca. 185 km/h                                                                       | ca. 200 km/h                                                                       | ca. 160 km/h                                                                       |
| 0–100 km/h:                      | n. a.                                                                              | n. a.                                                                              | n. a.                                                                              | n. a.                                                                              | n. a.                                                                              |
| Verbrauch (Liter/100 Kilometer): | 5–11 S                                                                             | 5–11 S                                                                             | 7–13 S                                                                             | 7–13 S                                                                             | 5–9 D                                                                              |

### Sunny B15 (1998–2004)

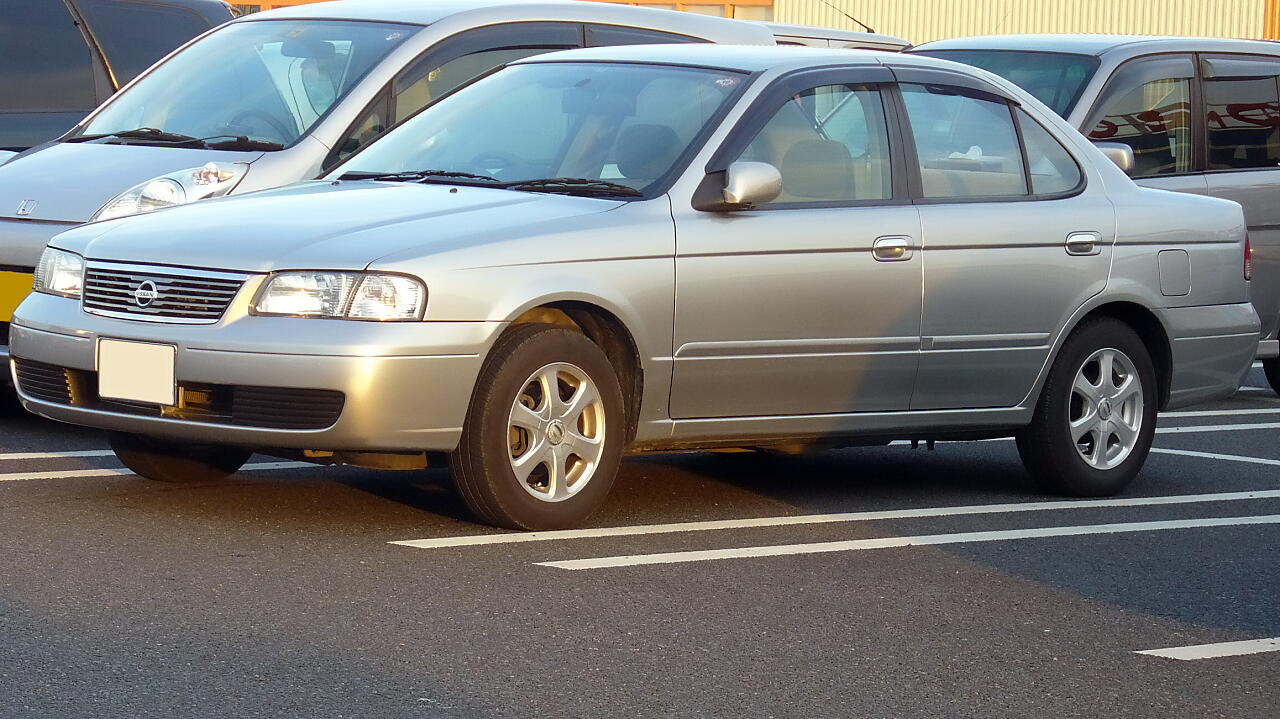
Nissan Sunny Limousine

Der letzte Sunny (Baureihe B15) wurde ab 1998 nur noch in Asien vermarktet und dort als viertürige Limousine mit 1,8- oder Zweiliter-Vierzylinder angeboten. Als Nachfolger des eingestellten Sunny-Kombi diente in Japan der Nissan Wingroad, vom B15 abgeleitet war als luxuriösere Variante der Nissan Bluebird Sylphy der ersten Generation (im Export auch Nissan Sunny Neo genannt). Im September 2004 wurde die Sunny-Produktion eingestellt. Nachfolger ist der Nissan Tiida, in Nordamerika Versa genannt, der später auch wieder in Europa angeboten wurde.